# Història de la bisexualitat als Estats Units d'Amèrica
Aquest article tracta la història de la bisexualitat als Estats Units d'Amèrica. Cobreix aquesta història començant el 1892, que és quan es va produir el primer ús en anglès de la paraula «bisexual» per referir-se a l'orientació sexual.

## Primera meitat delseglexx
El primer ús en anglès de la paraula «bisexual» referint-se a l'orientació sexual va ser pel neuròleg estatunidenc Charles Gilbert Chaddock en la seva traducció de 1892 de la 7a edició de l'obra Psychopathia Sexualis de Krafft-Ebing. Abans d'això, «bisexual» normalment es referia als hermafrodites reproductors, especialment en botànica. Sota qualsevol etiqueta, les persones obertament bisexuals eren rares a la societat del recent creat país. Una excepció notable va ser la poetessa obertament bisexual Edna St. Vincent Millay, que va rebre el premi Pulitzer de poesia per The Ballad of the Harp-Weaver el 1923. Els biògrafs solen descriure el poeta del segle xix Walt Whitman com a bisexual o homosexual en la seva obra, sentiments i atraccions. A principis del segle xx, durant el Renaixement de Harlem, les cantants de blues Ma Rainey i Bessie Smith no amagaven les seves relacions amb homes i dones, i cançons com Sissy Man Blues, Freakish Blues i Prove It on Me de Rainey parlava obertament de les relacions homosexuals i bisexuals.
Les primeres pel·lícules, en ser un mitjà d'avantguarda, també van oferir l'oportunitat d'expressar la bisexualitat. El 1914, la primera aparició documentada de personatges bisexuals (femenins i masculins) en una pel·lícula estatunidenca va tenir lloc a A Florida Enchantment, de Sidney Drew. No obstant això, a causa de la censura legalment exigida pel Codi Hays, la paraula bisexual no es va poder esmentar i gairebé cap personatge bisexual no va aparèixer al cinema estatunidenc entre 1934 i 1968.

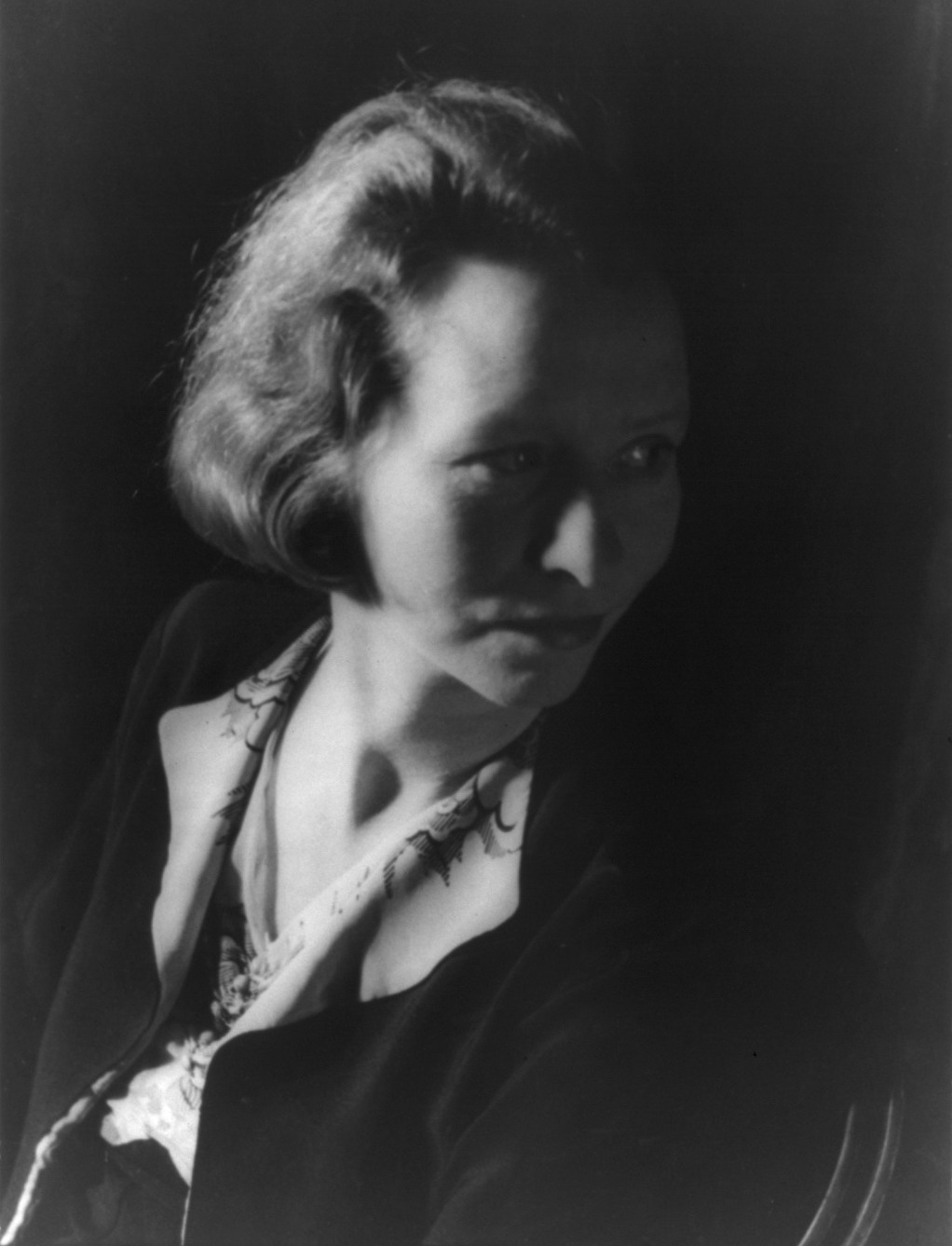
Poetessa Edna St. Vincent Millay era obertament bisexual
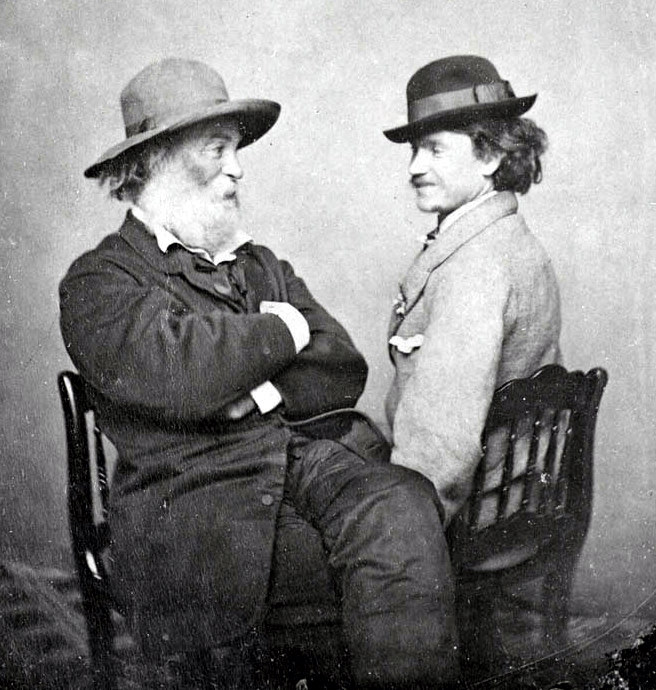
El poeta Walt Whitman i Peter Doyle, un dels homes amb qui s'especula que Whitman va tenir una relació íntima
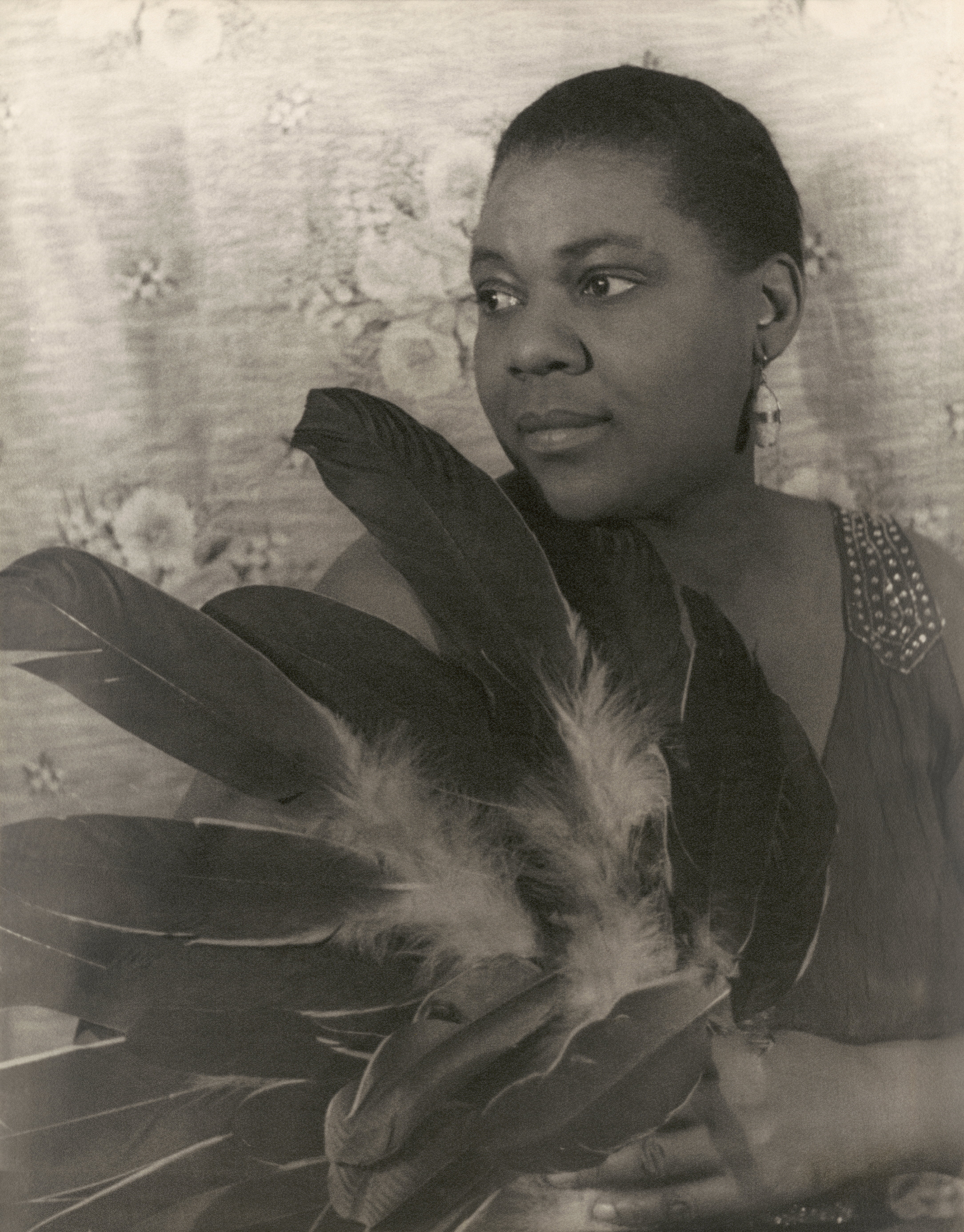
La cantant de blues Bessie Smith va tenir relacions tant amb homes com amb dones

Als estatunidencs bisexuals se'ls va donar una certa visibilitat en la investigació d'Alfred Kinsey (que ell mateix era bisexual) i els seus col·legues a finals de la dècada del 1940 i principis de la dècada del 1950; van trobar que el 28% de les dones i el 46% dels homes havien respost eròticament o eren sexualment actius tant amb dones com amb homes.
La seva investigació també va trobar que l'11,6% dels homes blancs (entre 20 i 35 anys) tenien aproximadament la mateixa experiència/resposta heterosexual i homosexual al llarg de la seva vida adulta, i que el 7% de les dones solteres (entre 20 i 35 anys) i el 4% de les dones casades (entre 20 i 35 anys) van tenir aproximadament la mateixa experiència/resposta heterosexual i homosexual durant aquest període de les seves vides. Com a resultat d'aquesta investigació, els significats anteriors de la paraula «bisexual» van ser en gran part desplaçats pel significat de sentir-se atrets tant per dones com per homes. No obstant això, al mateix Kinsey no li agradava l'ús del terme bisexual per descriure individus que es dedicaven a l'activitat sexual independentment del gènere, preferint utilitzar «bisexual» en el seu sentit biològic més antic d'«hermafrodites reproductors», dient: «Fins que no es demostri [que] el gust en una relació sexual depèn de l'individu que conté dins de la seva anatomia [sic] tant estructures masculines com femenines, o capacitats fisiològiques masculines i femenines, és lamentable anomenar aquests individus bisexuals».

## Segona meitat delseglexx

### Dècada del 1960

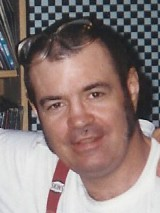
L'activista bisexual Stephen Donaldson, també conegut com Donny the Punk, va fundar Student Homophile League a Columbia i la Universitat de Nova York el 1966.

L'activisme polític LGBT es va fer més destacat en aquesta dècada. Les primeres protestes públiques per la igualtat de drets per a les persones gais i lesbianes es van fer a les oficines governamentals i als llocs històrics de Nova York, Filadèlfia i Washington, D.C., entre 1965 i 1969. A Washington D.C., els manifestants van fer piquets davant la Casa Blanca, el Pentàgon, i la Comissió de Servei Civil dels EUA. Una dona del segon piquet de la Casa Blanca d'aquestes protestes, J.D., es va identificar com a bisexual.
El 1966, l'activista bisexual Robert A. Martin (també conegut com Stephen Donaldson o Donny the Punk) va fundar la Student Homophile League a la Universitat de Colúmbia i la Universitat de Nova York. L'any 1967 la Universitat de Colúmbia va reconèixer oficialment aquest grup, convertint-se així en la primera universitat dels Estats Units d'Amèrica a reconèixer oficialment un grup d'estudiants gai. L'activisme en favor dels bisexuals en particular també va començar a créixer, especialment a San Francisco. Una de les primeres organitzacions per a bisexuals, la Sexual Freedom League de San Francisco, va ser facilitada per Margo Rila i Frank Esposito a partir de 1967. Dos anys més tard, durant una reunió del personal en un centre de salut mental de San Francisco que atén persones LGBT, la infermera Maggi Rubenstein va sortir com a bisexual. Per això, els bisexuals es van començar a incloure per primera vegada als programes de la instal·lació.
Els aldarulls de Stonewall, considerats l'inici del moviment modern pels drets LGBT, va tenir lloc al bar Stonewall l'any 1969. Els clients del bar, inclosos els bisexuals, es van enfrontar a la policia durant una batuda. En commemoració d'això, l'any següent es va celebrar la primera marxa de l'orgull LGBT. L'activista bisexual Brenda Howard és coneguda com la «Mare de l'Orgull», pel seu treball en la coordinació de la primera marxa de l'Orgull LGBT, i també va originar la idea d'una sèrie d'esdeveniments durant una setmana al voltant del Dia de l'Orgull que es va convertir en la gènesi de la manifestació LGBT anual. Celebracions de l'orgull que ara se celebren arreu del món cada juny. A més, Howard juntament amb l'activista bisexual Robert A. Martin (també conegut com Donny the Punk) i l'activista gai L. Craig Schoonmaker se'ls atribueix la popularització de la paraula «Orgull» (en anglès Pride) per descriure aquestes festes. L'activista bisexual Tom Limoncelli va declarar més tard: «La propera vegada que algú et pregunti per què existeixen les marxes de l'Orgull LGBT o per què el Mes de l'Orgull [LGBT] és al juny, li dius 'Una dona bisexual anomenada Brenda Howard va pensar que hauria de ser així'».

### Dècada del 1970

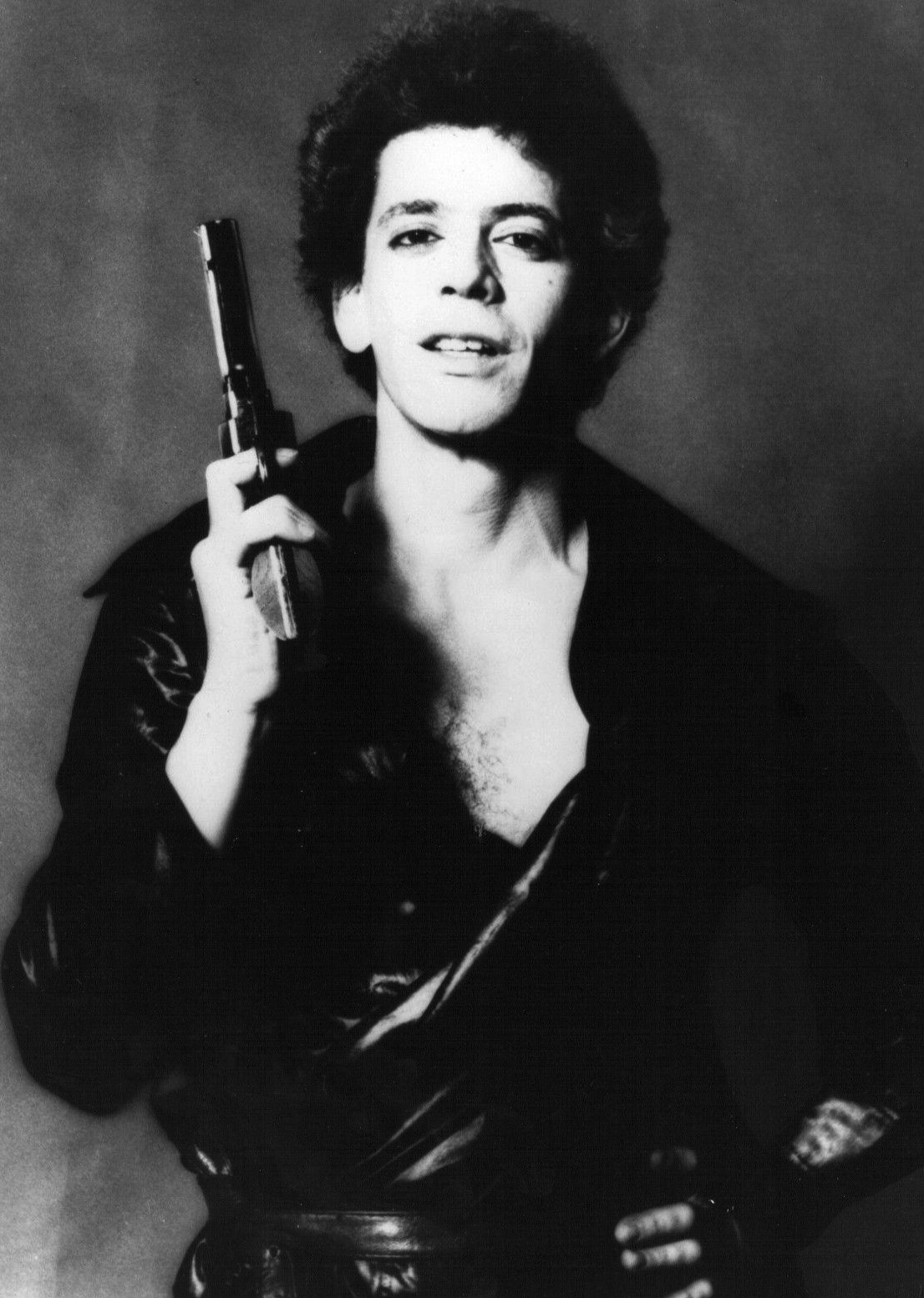
Lou Reed va ser una ícona bisexual de la dècada del 1970.

Els bisexuals es van fer més destacats als mitjans de comunicació a la dècada del 1970. El 1972 l'activista bisexual Don Fass va fundar el grup Alliberament Bisexual Nacional (National Bisexual Liberation) a la ciutat de Nova York, que va publicar The Bisexual Expression, probablement el primer butlletí de notícies de bisexuals. L'any 1973, l'activista bisexual Woody Glenn va ser entrevistat per un programa de ràdio de l'Organització Nacional per a Dones (National Organization for Women) sobre WICC a Bridgeport, Connecticut. L'any 1974, les revistes Newsweek i Time van publicar històries sobre «bisexual chic» i van atraure l'atenció de la bisexualitat com mai abans. El 1976 es va publicar el llibre històric View from Another Closet: Exploring Bisexuality in Women, de Janet Mode.
Els bisexuals també van ser importants contribuents al moviment més gran dels drets LGBT. El 1972, Bill Beasley, un activista bisexual del moviment dels drets civils i del moviment LGBT, va ser l'organitzador principal de la primera Marxa de l'Orgull Gai de Los Angeles. També va ser actiu amb el Front d'Alliberament Gai (Gay Liberation Front). El 1975, l'activista Carol Queen es va presentar com a bisexual i va organitzar GAYouth a Eugene, Oregon. El 1977, Alan Rockway, un psicòleg i activista bisexual, va ser coautor de la primera ordenança d'èxit dels Estats Units d'Amèrica sobre els drets dels homosexuals posada a votació pública, al comtat de Dade, Florida. Anita Bryant va fer campanya contra l'ordenança i Rockway va començar un boicot al suc de taronja de Florida, que va anunciar, com a resposta. El Centre Bisexual de San Francisco també va ajudar a patrocinar una conferència de premsa amb les activistes lesbianes Del Martin i Phyllis Lyon, i el pediatre Dr. Benjamin Spock, en oposició a Bryant. L'activista bisexual Alexei Guren va fundar el Gay Teen Task Force a Miami, Florida, en resposta a la campanya de Bryant. La Florida Citrus Commission va cancel·lar el seu contracte com a resposta directa a aquesta pressió. El 1979, el doctor Marvin Colter i John Soroczak van cofundar Arete, The Bisexual Center of Southern California, a Whittier, Califòrnia, un grup social i de suport per a bisexuals, que va marxar a l'orgull gai de Los Angeles de 1982. John Soroczak, un psicoterapeuta, va facilitar el primer grup de rap bisexual a Los Angeles Gay and Lesbian Center el 1994. També el 1979 A. Billy S. Jones, membre fundador bisexual de la Coalició Nacional de Lesbianes i Gais Negres (National Coalition of Black Lesbians and Gays), va ajudar a organitzar el primera delegació gai negra que es va reunir amb el personal del president Jimmy Carter a la Casa Blanca. Jones també va ser l'organitzador principal de la Marxa Nacional a Washington pels drets de lesbianes i gais de 1979, i de la «Tercera conferència mundial: quan s'acabarà la ignorància?», la primera conferència nacional per a persones gais i lesbianes de color.
El moviment bisexual també va tenir els seus propis èxits. Sobretot, el 1972 un grup quàquer, el Comitè d'Amics sobre la Bisexualitat (Committee of Friends on Bisexuality), va publicar la «Declaració d'Ithaca sobre la Bisexualitat» donant suport als bisexuals. La Declaració, que pot haver estat «la primera declaració pública del moviment bisexual» i «va ser sens dubte la primera declaració sobre la bisexualitat emesa per una assemblea religiosa estatunidenca», va aparèixer al quaker Friends Journal i The Advocate el 1972.
El 1976, Harriet Levi i Maggi Rubenstein van fundar el Centre Bisexual de San Francisco (San Francisco Bisexual Center). Va ser el centre comunitari bisexual més antic que ha sobreviiscut, oferint serveis d'assessorament i suport als bisexuals de la zona de la badia de San Francisco, a més de publicar un butlletí, The Bi Monthly, de 1976 a 1984. L'any 1978, l'activista bisexual Dr. Fritz Klein va presentar la Taula d'orientació sexual de Klein (Klein Sexual Orientation Grid. KSOG) en el seu llibre The Bisexual Option: A Concept of One-Hundred Percent Intimacy, en què va examinar la incidència i la naturalesa de la bisexualitat, les actituds de les persones bisexuals i les recompenses de la bisexualitat. L'activisme bisexual també va començar a estendre's més enllà de les costes estatunidenques, ja que des del 1978 fins al 1979 es van crear diversos grups bisexuals del Midwest, com One To Five (fundat per Scott Bartell i Gary Lingen per a Minneapolis / St. Paul, Minn), BI Women Welcome a Minneapolis, The BI Married Men's Group als suburbis de Detroit, i BI Ways a Chicago.

### Dècada del 1980

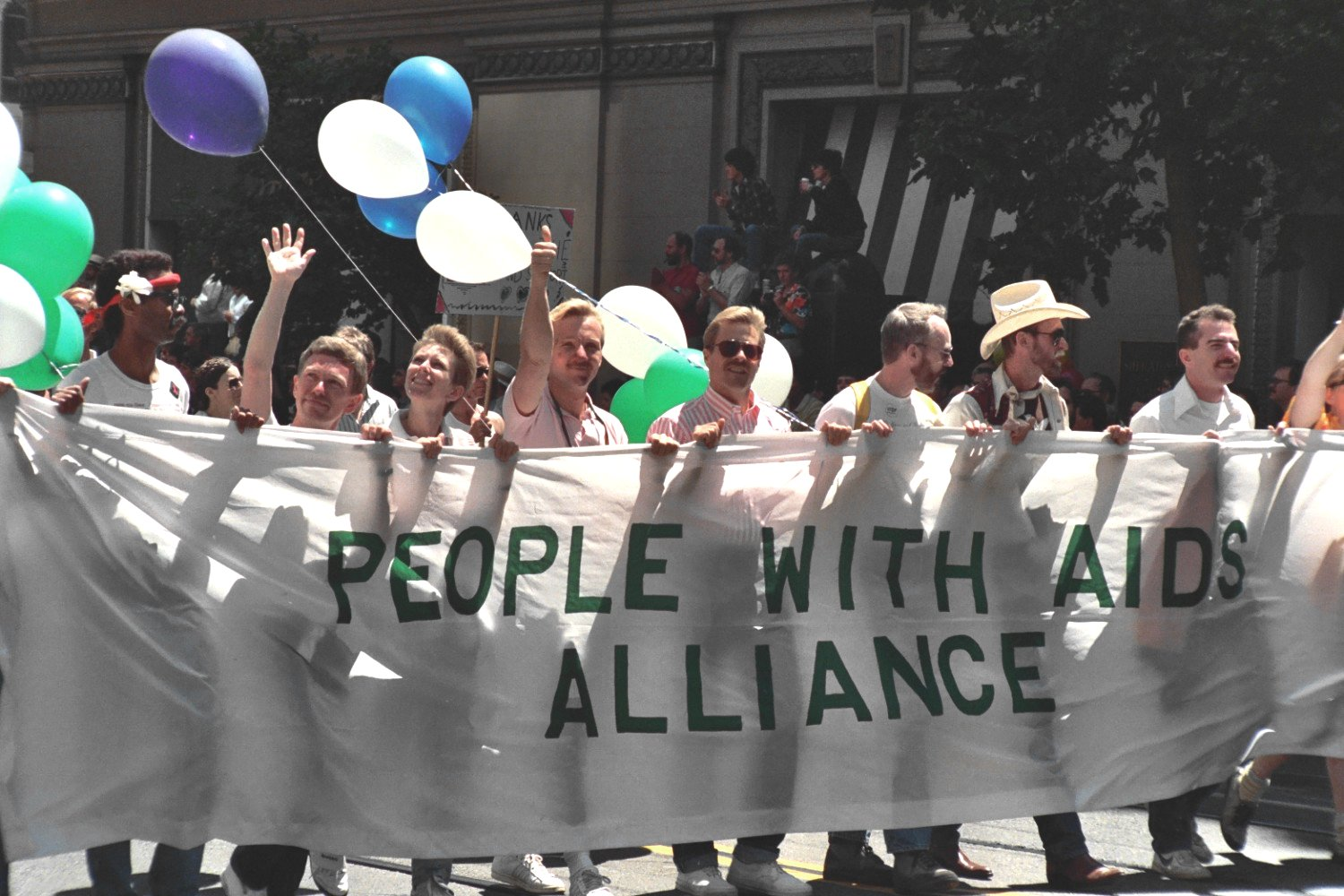
Marxa de l'Orgull a San Francisco, 1986

A la dècada del 1980, la SIDA va començar a afectar la comunitat LGBT i les persones bisexuals van tenir un paper important en la seva lluita. El 1981, els activistes bisexuals David Lourea i Cynthia Slater van presentar educació sobre sexe segur a banys i clubs BDSM a San Francisco. També l'any 1981, l'activista bisexual Alexei Guren, a la junta fundadora de la Health Crisis Network (ara CareResource) a Miami, Florida, va començar la divulgació i la defensa dels homes llatins casats que tenen sexe amb homes. El 1984, David Lourea finalment va persuadir el Departament de Salut Pública de San Francisco perquè reconegués els homes bisexuals a les seves estadístiques oficials de la SIDA (l'informe setmanal «Nous casos de SIDA i estadístiques de mortalitat»), després de dos anys de campanya. Els departaments de salut dels Estats Units van començar a reconèixer els homes bisexuals per això, mentre que abans només havien reconegut homes gais. Els activistes bisexuals també van lluitar pel reconeixement de les dones en l'epidèmia de la SIDA. Des de 1984 fins a 1986, l'activista bisexual Veneita Porter, de la Unió de Prostitutes de Massachusetts i COYOTE (Call Off Your Old Tired Ethics), va defensar les dones, les persones transgènere i els consumidors de drogues injectables amb SIDA. L'any 1985, Cynthia Slater, que era seropositiva, va organitzar la primera Comissió d'Informació sobre el VIH/SIDA en les dones. Aquest tipus d'activisme era especialment important per als bisexuals, ja que sovint se'ls culpava de propagar la sida a les seves parelles heterosexuals. Per exemple, el 1987, Newsweek va retratar els homes bisexuals com els «últims pàries» de l'epidèmia de la SIDA, i l'activista bisexual i persona amb SIDA Alan Rockway de BiPOL va ser citat parlant en contra de l'estereotip. Un article de la revista Cosmopolitan de l'octubre de 1989 que estereotipava els homes bisexuals com a propagadors deshonestos de la SIDA va provocar una campanya de redacció de cartes de la Xarxa Bisexual de l'Àrea de Nova York (New York Area Bisexual Network, NYABN). Cosmopolitan no ha publicat cap article que difami els bisexuals des de la campanya.

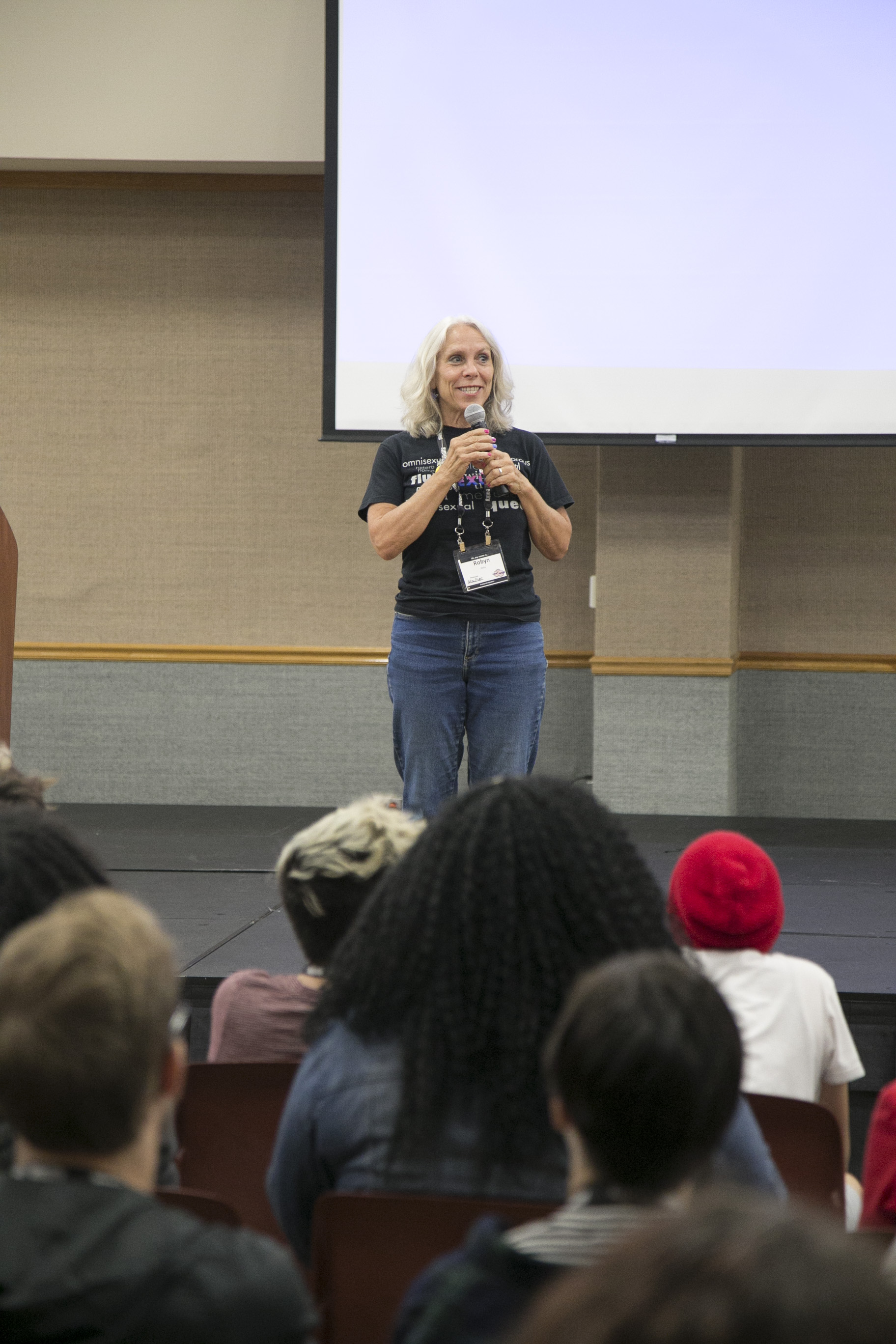
Robyn Ochs va ajudar a establir els arxius d'història de la bisexualitat el 1987

El moviment bisexual va gaudir d'alguns èxits importants durant la dècada del 1980. La Boston Bisexual Women's Network, el grup de dones bisexuals més antic existent, es va fundar el 1983 i va començar a publicar el seu butlletí bimensual, BI Women. És el butlletí de notícies de bisexuals més gran que existeix als Estats Units d'Amèrica. També el 1983, BiPOL, la primera i més antiga organització política bisexual, va ser fundada a San Francisco pels activistes bisexuals Autumn Courtney, Lani Ka'ahumanu, Arlene Krantz, David Lourea, Bill Mack, Alan Rockway i Maggi Rubenstein. El 1984, BiPOL va patrocinar la primera manifestació dels drets bisexuals, fora de la Convenció Nacional Demòcrata a San Francisco. La concentració va comptar amb nou ponents de grups de drets civils aliats amb el moviment bisexual. També el 1984, es va celebrar la Primera Conferència de la Costa Est sobre Bisexualitat (que també va ser la primera conferència regional sobre bisexuals als EUA) a la Storrs School of Social Work de la Universitat de Connecticut, amb uns 150 participants. Els participants a la conferència van fundar l'East Coast Bisexual Network el 1985, que més tard va ser rebatejat com a Bisexual Resource Center (BRC) el 1993. El 1987, l'East Coast Bisexual Network va establir els primers Arxius d'Història de la Bisexualitat amb la col·lecció inicial de l'activista bisexual Robyn Ochs; l'arxiver Clare Morton va acollir investigadors. També el 1987, Lani Ka'ahumanu, Ann Justi i Maggi Rubenstein van fundar la Bay Area Bisexual Network, el grup bisexual més antic i més gran de l'àrea de la badia de San Francisco.
El 1988, Gary North va publicar el primer butlletí nacional sobre la bisexualitat, anomenat Bisexuality: News, Views, and Networking.
El 1989, Cliff Arnesen va declarar davant el Congrés dels Estats Units en nom dels problemes dels militars veterans bisexuals, lesbianes i gais. Va ser el primer veterà a declarar sobre qüestions bisexuals, lesbianes i gais i el primer veterà obertament no heterosexual que va declarar al Congrès sobre els problemes dels veterans en general. Va declarar el 3 de maig de 1989, durant les audiències formals celebrades davant el Comitè d'Afers de Veterans de la Cambra dels Estats Units: Subcomitè de Supervisió i Investigacions. També va declarar davant el mateix Subcomitè el 16 de maig de 1990, com a part d'una comissió de VIH/SIDA.
Les persones bisexuals també van continuar sent actives en el moviment LGBT. El 1986, Autumn Courtney de BiPOL va ser escollida copresidenta del Comitè de la desfilada de l'Orgull del dia de la llibertat gai i lesbiana de San Francisco; va ser la primera persona obertament bisexual que va ocupar aquest tipus de càrrec als Estats Units d'Amèrica. El 1987, un grup de 75 bisexuals va marxar a la Segona Marxa Nacional a Washington pels Drets de lesbianes i gais, que va ser la primera reunió bisexual a nivell nacional. L'article The Bisexual Movement: Are We Visible Yet?, PDF (El moviment bisexual: som visibles encara?), de Lani Ka'ahumanu, va aparèixer al manual oficial de desobediència civil per a la Marxa. Va ser el primer article sobre els bisexuals i el moviment bisexual emergent que es va publicar en una publicació nacional sobre lesbianes o gais. La North American Bisexual Network (NABN), la primera organització nacional de bisexuals, es va pensar per primera vegada en aquesta reunió, encara que no es va fundar fins tres anys més tard (vegeu més avall). NABN després canviaria el seu nom a BiNet USA. També el 1987, Barney Frank es va convertir en el primer congressista dels Estats Units que es va declarar gai per voluntat pròpia; es va inspirar en part per la mort de Stewart McKinney, un representant republicà bisexual tancat de Connecticut. Frank va dir a The Washington Post que «després de la mort de McKinney hi va haver un debat desafortunat sobre 'Va ser o no va ser? No ho va fer o ho va fer?' Em vaig dir a mi mateix, no vull que em passi això».

### Dècada del 1990

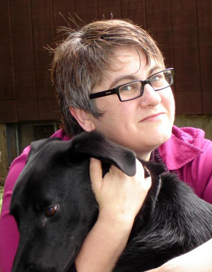
Wendy Curry, una de les organitzadores del primer Dia de la Visibilitat Bisexual l'any 1999

L'organització nacional de bisexualitat més antiga dels Estats Units, BiNet USA, es va fundar el 1990. Originalment es va anomenar North American Multicultural Bisexual Network (NAMBN) i va tenir la seva primera reunió a la primera Conferència Nacional Bisexual a Amèrica. Aquesta primera conferència es va celebrar a San Francisco, i patrocinada per BiPOL. La salut bisexual va ser un dels vuit tallers a la conferència, i l'edredó Projecte NAMES es va mostrar amb peces d'edredó amb bisexuals. Hi van assistir més de 450 persones de 20 estats dels EUA i 5 països, i l'alcalde de San Francisco va enviar una proclama «elogiant la comunitat de drets bisexuals pel seu lideratge en la causa de la justícia social», i declarant el 23 de juny de 1990, Dia de l'Orgull Bisexual. La conferència també va inspirar als assistents de Dallas a crear el primer grup bisexual a Texas, anomenat BiNet Dallas.
El moviment bisexual també va ser més acceptat com a part de les institucions establertes. El 1990, Susan Carlton va oferir el primer curs acadèmic sobre bisexualitat als Estats Units a la UC Berkeley, i el 1991, els psicòlegs Sari Dworkin i Ron Fox es van convertir en els copresidents fundadors del Task Force on Bisexual Issues de la Divisió 44, el grup gai i lesbiana a l'Associació Estatunidenca de Psicologia. El 1997, l'activista bisexual i psicòleg Pat Ashbrook va ser pioner en un model nacional per a grups de suport LGBT dins del sistema hospitalari de l'Administració de Veterans.
La literatura bisexual es va fer més destacada a la dècada de 1990. El 1991, Bay Area Bisexual Network va començar a publicar la primera revista nacional bisexual trimestral, Anything That Moves: Beyond the Myths of Bisexuality, fundada per Karla Rossi, que va ser l'editora en cap de l'editorial col·lectiva fins al 1993. El 1991 també es va publicar el un dels llibres fonamentals de la història del moviment modern dels drets bisexuals, Bi Any Other Name: Bisexual People Speak Out, una antologia editada per Loraine Hutchins i Lani Ka'ahumanu. Després d'aquesta antologia es va veure obligada a competir (i perdre) als Premis Literaris Lambda sota la categoria d'antologia lesbiana, i l'any 2005, Directed by Desire: Collected Poems, una col·lecció pòstuma de l'obra de l'escriptora bisexual estatunidenca-jamaicana June Jordan va haver de competir (i va guanyar) a la categoria Poesia lesbiana. BiNet USA va liderar la comunitat bisexual en una campanya de diversos anys que finalment va resultar en l'addició d'una «categoria bisexual», començant amb els Premis 2006.
El 1995, la professora de Harvard Shakespeare, Marjorie Garber, va argumentar acadèmicament la bisexualitat amb el seu llibre Vice Versa: Bisexuality and the Eroticism of Everyday Life, en què argumentava que la majoria de la gent seria bisexual si no fos per la «repressió, religió, repugnància, negació, la mandra, la timidesa, la manca d'oportunitats, l'especialització prematura, un fracàs d'imaginació, o una vida ja plena de gom a gom d'experiències eròtiques, encara que amb una sola persona, o només un gènere».
El 1990, una pel·lícula amb una relació entre dues dones bisexuals, anomenada Henry and June, es va convertir en la primera pel·lícula a rebre la qualificació NC-17 de la Motion Picture Association of America (MPAA). Però el 1993, l'activista bisexual Sheela Lambert va escriure, produir i acollir la primera sèrie de televisió de i per a bisexuals, anomenada Bisexual Network. Es va emetre durant 13 setmanes a NYC Public Access Cable.

La bandera de l'orgull bisexual

Les organitzacions regionals del moviment bisexual també van començar a tenir més impacte. El 1992, Bisexual Connection (Minnesota) va patrocinar la Primera Conferència Regional Bisexual Anual del Midwest, anomenada BECAUSE (Bisexual Empowerment Conference: A Uniting, Supportive Experience; Conferència d'empoderament bisexual: una experiència de suport i unió). Aquell any, Minnesota va canviar la seva llei estatal de drets civils per atorgar les proteccions de drets civils més completes per a les persones bisexuals, lesbianes, gais i transgèneres del país. La comunitat bisexual de Minnesota s'havia unit amb grups de lesbianes, gais i transgèneres per pressionar a favor d'aquest estatut. També el 1992, la South Florida Bisexual Network (fundada el 1989) i la Stonewall Students Union de la Florida International University van copatrocinar la Primera Conferència Anual Regional del Sud-est Bisexual. Hi van assistir trenta-cinc persones d'almenys quatre estats del sud-est. El 1993 la Primera Conferència Regional Anual del Nord-oest va ser patrocinada per BiNet USA, la Seattle Bisexual Women's Network i la Seattle Bisexual Men's Union. Es va celebrar a Seattle i hi van assistir cinquanta-cinc persones que representaven Washington, Oregon, Alaska, Montana i Colúmbia Britànica.
Un esdeveniment important en el moviment dels drets LGBT en aquesta dècada va ser la Marxa a Washington pels drets i l'alliberament d'igualtat de lesbianes, gais i bisexuals de 1993. Com a resultat del lobby de BiPOL (San Francisco), les persones obertament bisexuals van ocupar un paper de lideratge clau en l'organització local i regional de la Marxa, i per primera vegada els bisexuals van ser inclosos en el títol de la Marxa. A més, l'activista i autora obertament bisexual Lani Ka'ahumanu va parlar a la manifestació i més de 1.000 persones van marxar amb el grup bisexual. Coincidint amb la Marxa, BiNet USA, el Bisexual Resource Center (BRC) i l'Alliance of Multicultural Bisexuals (AMBi) amb seu a Washington, DC, van patrocinar la Segona Conferència Nacional de la Bisexualitat Celebrada a Washington, DC. Hi van assistir més de 600 persones procedents dels Estats Units d'Amèrica i d'Europa, la qual cosa la va convertir en la conferència bisexual més gran que s'hagi celebrat mai.

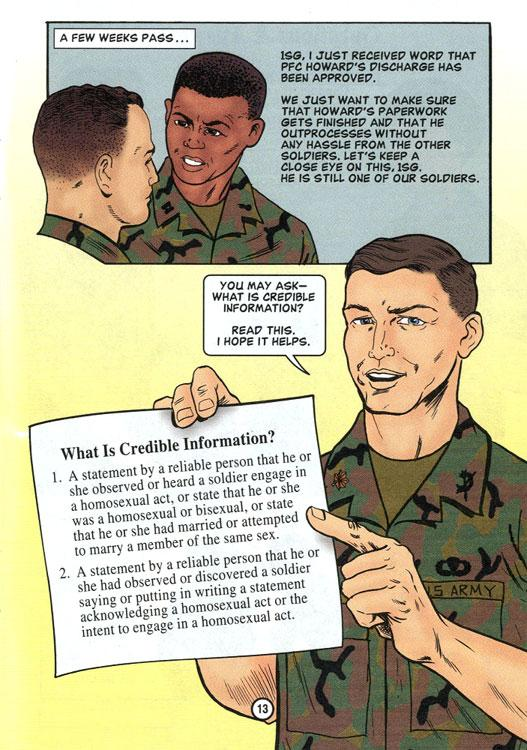
Dignity and Respect, la guia de formació del 2001 de l'Exèrcit dels Estats Units d'Amèrica sobre la política de conducta homosexual, va donar directrius oficials sobre el que es pot considerar informació creïble sobre l'homosexualitat o la bisexualitat d'una persona

Un altre esdeveniment important en el moviment pels drets LGBT va ser la promulgació de la política «No preguntis, no diguis» (Don't ask, don't tell). Abans que el 1993 es promulgués la política «No preguntis, no diguis», es va prohibir als bisexuals (lesbianes i gais) servir a l'exèrcit. L'any 1993 es va promulgar la política «No preguntis, no diguis», que obligava a l'exèrcit a no preguntar als militars sobre la seva orientació sexual. Tanmateix, fins que es va acabar aquesta política el 2011, els membres en servei encara podien ser expulsats de l'exèrcit si tenien una conducta sexual amb un membre del mateix sexe, declaraven que eren bisexuals, gais o lesbianes i/o es casaven o intentaven casar-se algú del mateix sexe.
Durant aquesta època es van fer diverses enquestes importants sobre la bisexualitat. El 1993, Ron Fox va ser l'autor del primer estudi d'investigació a gran escala sobre la identitat bisexual i va establir i va mantenir una bibliografia completa sobre la investigació bisexual. També el 1993, The Janus Report on Sexual Behavior va mostrar que el 5% dels homes i el 3% de les dones es consideraven bisexuals. El 1995, BiNet USA Bisexual Youth Initiative, Fayetteville, Carolina del Nord, va desenvolupar i enviar per correu una enquesta nacional als programes juvenils LGBT. L'enquesta es va publicar i tornar a enviar a les agències, oferint assistència per millorar els serveis als joves bisexuals.
L'any 1992, els votants de Colorado van aprovar per iniciativa una esmena a la constitució de l'estat de Colorado (Esmena 2) que hauria impedit que qualsevol ciutat, poble o comtat de l'estat prengués qualsevol acció legislativa, executiva o judicial per reconèixer els bisexuals o homosexuals com a una classe protegida. En conseqüència, l'orientació sexual d'una persona no podia ser motiu de protecció de la mateixa manera que el color de la pell (contra el racisme), la religió (contra l'antisemitisme), etc. La legislació en aquest sentit havia estat adoptada per les ciutats de Denver, Boulder i Aspen.
L'esmena deia:
| « | Ni l'Estat de Colorado, a través de cap de les seves sucursals o departaments, ni cap de les seves agències, subdivisions polítiques, municipis o districtes escolars, promulgarà, adoptarà o farà complir cap estatut, reglament, ordenança o política ordenança o política per la qual l'orientació, la conducta, les pràctiques o les relacions homosexuals, lesbianes o bisexuals constitueixin o siguin la base o donin dret a qualsevol persona o classe de persones a tenir o reclamar qualsevol estatus de minoria, quota de preferència, estatus protegit o reclamació per discriminació. Aquest article de la Constitució s'executarà per si mateix en tots els aspectes. | » |

Això va conduir al cas de la Cort Suprema Romer vs. Evans de 1996, en què el Tribunal va dictaminar en una decisió de 6-3 que l'esmena constitucional de l'estat de Colorado que prevenia l'«estatus de protegit» basat en la bisexualitat o l'homosexualitat no complia la Clàusula sobre protecció igualitària. L'opinió majoritària a Romer vs. Evans va afirmar que l'esmena no tenia «una relació racional amb els interessos legítims de l'estat», i la dissidència va afirmar que la majoria estava «evidentment d'acord que la 'base racional' —la prova normal per al compliment de la Clàusula d'Igualtat de Protecció— és la que regeix de forma estàndard». L'esmena constitucional estatal va fracassar en la revisió de la base racional.
El concepte d'orgull bisexual es va estendre més a finals de la dècada del 1990. En una Festa de l'Orgull a Connecticut el 1997, Evelyn Mantilla va sortir de l'armari, convertint-se en la primera oficial estatal obertament bisexual dels Estats Units. La bandera de l'Orgull Bisexual dissenyada per Michael Page es va presentar el 5 de desembre de 1998. El primer Dia de Celebració de la Bisexualitat va ser organitzat per Michael Page, Gigi Raven Wilbur i Wendy Curry el 1999, que ara se celebra anualment el 23 de setembre.

## Seglexxi

### Dècada del 2000

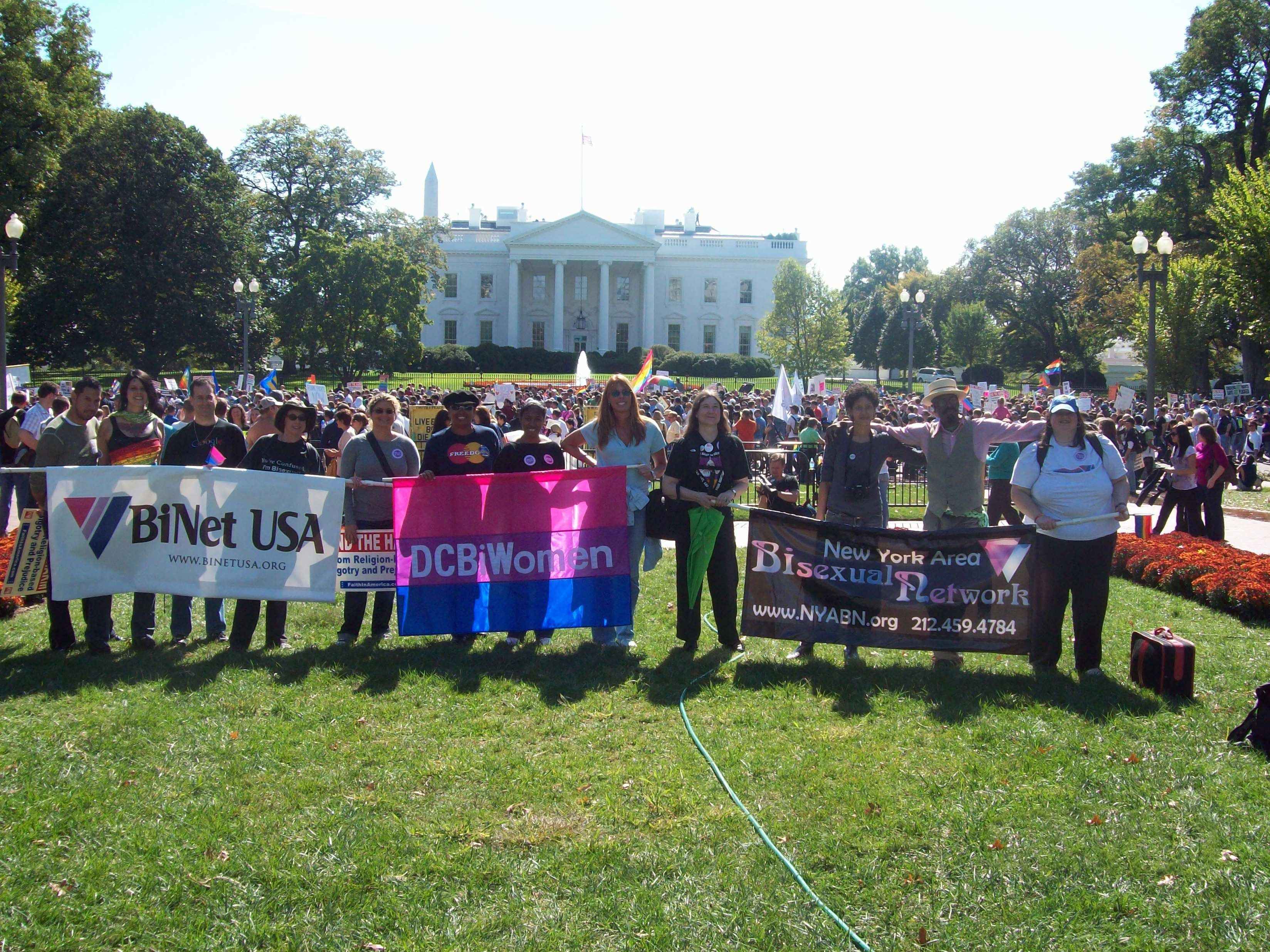
Activistes bisexuals, 2009

Les persones bisexuals van tenir èxits notables en el moviment dels drets LGBT en aquest moment. L'any 2001, les Directrius sobre psicoteràpia amb clients lesbianes, gais i bisexuals de l'Associació Estatunidenca de Psicologia (APA) van declarar que «l'homosexualitat i la bisexualitat no són una malaltia mental»; l'activista bisexual Ron Fox va formar part del grup de treball que va produir les directrius. L'any 2002, Pete Chvany, Luigi Ferrer, James Green, Loraine Hutchins i Monica McLemore es van presentar a la Cimera de Salut Gai, Lesbiana, Bisexual, Transgènere, Queer i Intersexual, celebrada a Boulder, Colorado, com a primera vegada que persones bisexuals, persones transgèneres, i les persones intersexuals van ser reconegudes com a «socis co-iguals» a nivell nacional en lloc de «aliats» o testimonis gais i lesbianes. També l'any 2002, l'activista bisexual Robyn Ochs va oferir la primera conferència magistral bi-enfocada durant l'Associació Nacional de Professionals de les Addiccions de Lesbianes i Gais. El 2003, la Unió pel Judaisme Reformista va aplicar retroactivament la seva política a favor dels drets sobre gais i lesbianes tant a les comunitats bisexuals com transgènere. El 2005, estudiosos i activistes bisexuals es van mobilitzar amb The Task Force, GLAAD i BiNet USA per reunir-se amb l'editor i investigador de la secció de ciència del New York Times, Brian Dodge, per respondre a la desinformació que el document havia publicat sobre un estudi sobre homes bisexuals. L'estudi, titulat Sexual Arousal Patterns of Bisexual Men, del polèmic investigador J. Michael Bailey, suposadament «va demostrar» que els homes bisexuals no existien. Amb poc examen crític, diverses celebritats i mitjans de comunicació es van pujar al carro i van afirmar haver «resolt» el «problema de la bisexualitat» declarant-lo inexistent, almenys en els homes. Estudis posteriors, inclosa la investigació de seguiment millorada dirigida per Michael Bailey, van demostrar que això era fals. També el 2005, el capítol de Queens de PFLAG va anunciar la creació del «Brenda Howard Memorial Award», marcant la primera vegada que una important organització LGBT estatunidenca va batejar un premi en honor a una persona obertament bisexual. La Marxa Nacional per la Igualtat a Washington, D.C., es va celebrar l'11 d'octubre de 2009, demanant la igualtat de protecció per a les persones bisexuals, lesbianes, gais i transgènere en tots els assumptes regits pel dret civil a tots els estats i districtes; com a part de la Marxa es va organitzar un contingent dedicat a bisexuals, pansexuals i queer identificats. Diversos grups bisexuals es van reunir i van marxar, incloent BiNet USA, New York Area Bisexual Network, DC Bi Women i BiMA DC. També hi va haver quatre oradors bisexuals a la manifestació de la National Equality March: Michael Huffington, Lady Gaga, Chloe Noble i Penelope Williams. L'octubre de 2009, l'activista LGBT Amy Andre va ser nomenada directora executiva del Comitè de Celebració de l'Orgull de San Francisco, convertint-la en la primera directora executiva de color obertament bisexual de l'organització.
Durant aquesta dècada també es van publicar informes significatius sobre bisexuals. L'any 2002, una enquesta realitzada als Estats Units pel Centre Nacional d'Estadístiques de Salut (National Center for Health Statistics, NCHS) va trobar que l'1,8% dels homes d'entre 18 i 44 anys es consideraven bisexuals, el 2,3% homosexuals i el 3,9% com «una altra cosa». El mateix estudi va trobar que el 2,8% de les dones d'entre 18 i 44 anys es consideraven bisexuals, l'1,3% homosexuals i el 3,8% com «una altra cosa». Un informe de 2007 va dir que el 14,4% de les dones joves dels Estats Units es van identificar com a bisexuals o lesbianes, i el 5,6% dels homes es van identificar com a bisexuals o gais. També l'any 2007, un article a la secció Healt de The New York Times va afirmar que «l'1,5% de les dones estatunidenques i l'1,7% dels homes estatunidencs s'identifiquen [com] bisexuals».
El 2008, Kate Brown va ser escollida com a secretària d'estat d'Oregon, convertint-se en la primera titular d'un càrrec estatal obertament bisexual dels Estats Units.

### Dècada del 2010

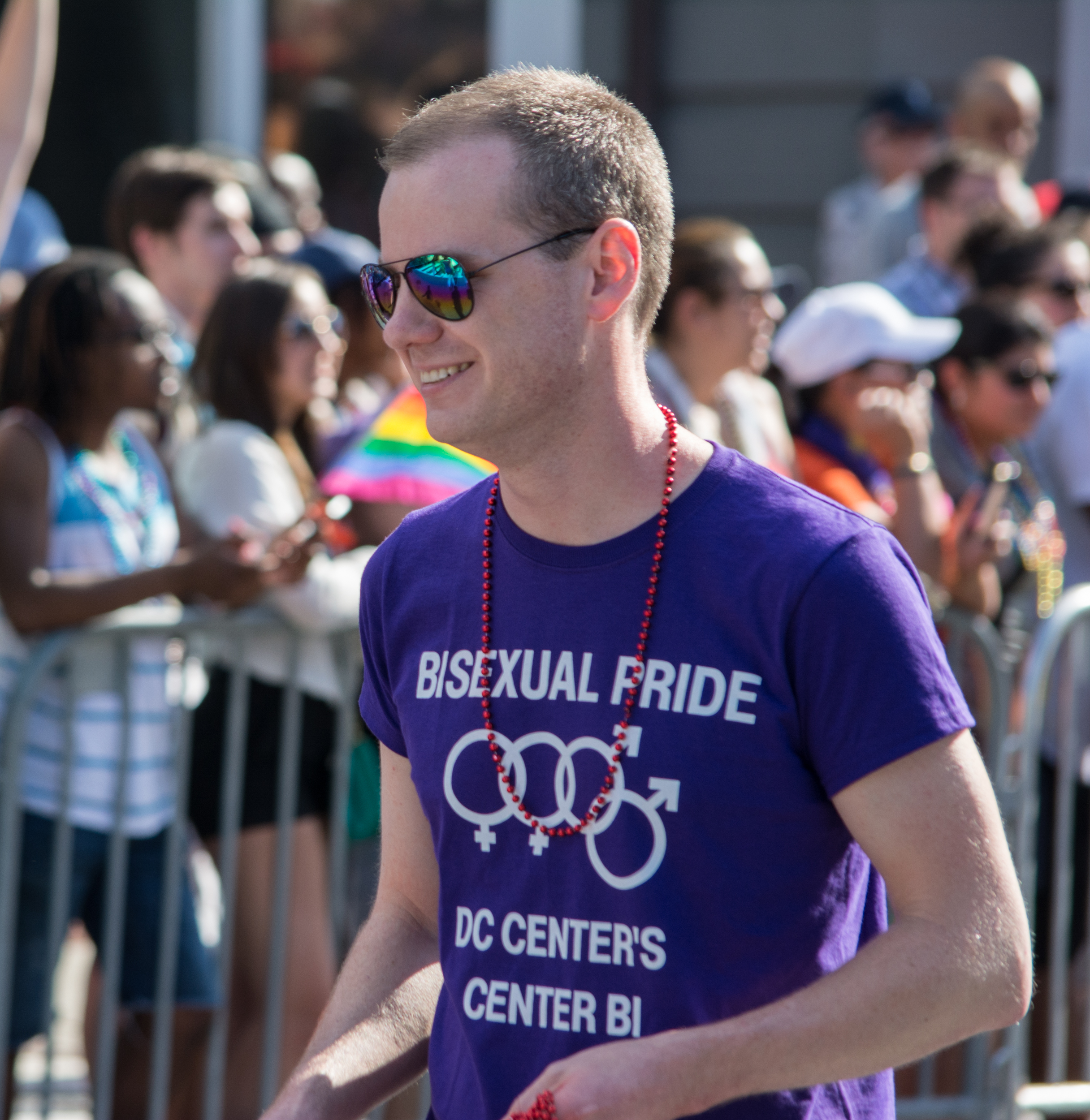
Partidari de l'Orgull Bisexual al Capital Pride a Washington, DC, juny de 2014

L'any 2011, es va complir una de les demandes de la Marxa Nacional per la Igualtat del 2009 quan es va acabar amb la política «No preguntis, no diguis», que permetia que els homes bisexuals, lesbianes i gais de l'exèrcit dels Estats Units fossin oberts sobre la seva sexualitat.
La Comissió de Drets Humans de San Francisco va publicar un informe sobre la visibilitat bisexual el 2011, i va ser la primera vegada que un organisme governamental va publicar un informe d'aquest tipus. Els seus resultats van indicar que els bisexuals autoidentificats constituïen la població individual més gran de la comunitat LGBT dels Estats Units. En cadascun dels estudis de l'informe, més dones s'identifiquen com a bisexuals que lesbianes, encara que menys homes s'identifiquen com a bisexuals que gais. També el 2011, un estudi longitudinal de dones de minories sexuals (bisexuals, sense etiqueta i lesbianes) va trobar que durant 10 anys, «més dones van adoptar identitats bisexuals/sense etiquetar que no les van renunciar». Dels que van començar l'estudi identificant-se com a bisexuals, el 92% es van identificar com a bisexuals o no etiquetats 10 anys després, i el 61% dels que van començar com a no etiquetats es van identificar com a bisexuals o no etiquetats 10 anys després.
El setembre de 2012, Berkeley (Califòrnia), es va convertir en la primera ciutat dels Estats Units a proclamar oficialment un dia de reconeixement als bisexuals. L'Ajuntament de Berkeley, per unanimitat i sense discussió, va declarar el 23 de setembre com el Dia de l'Orgull Bisexual i la Bi Visibilitat. El 2013, el Dia de l'Orgull Bisexual i la Bi Visibilitat, la Casa Blanca va celebrar una reunió a porta tancada amb uns 30 defensors bisexuals perquè poguessin reunir-se amb funcionaris del govern i discutir qüestions d'importància específica per a la comunitat bisexual; aquest va ser el primer esdeveniment biespecífic organitzat en la Casa Blanca. Una altra contribució important a la visibilitat bisexual va arribar el 2014, quan es va fundar la Bisexual Research Collaborative on Health (BiRCH) per buscar maneres de conscienciar el públic sobre els problemes de salut dels bisexuals, així com per continuar les discussions d'alt nivell sobre la investigació i el pla de salut bisexual en una conferència nacional.

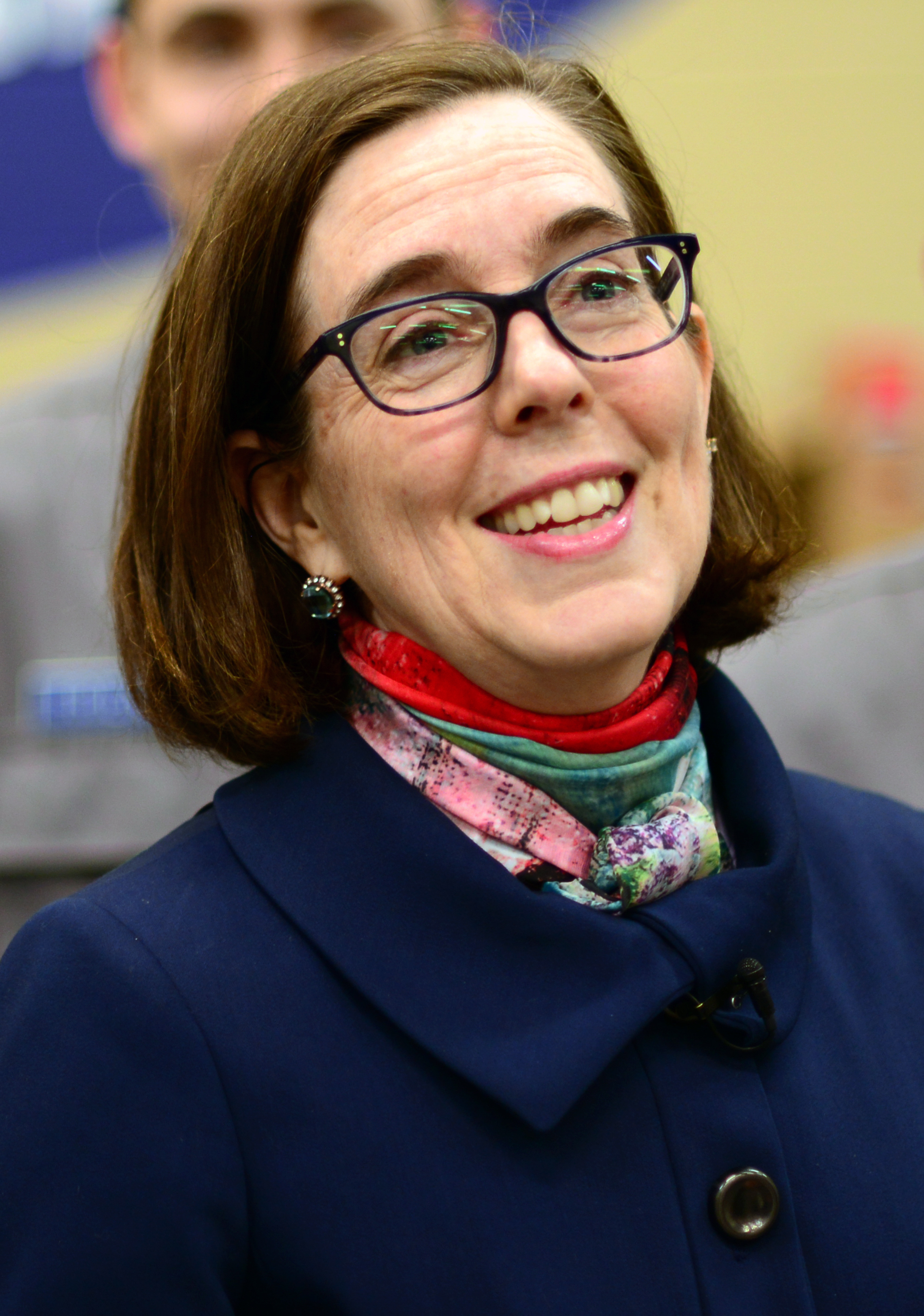
La governadora d'Oregon, Kate Brown, va ser la primera governadora obertament bisexual dels Estats Units; va ser escollida el 2016.

Pel que fa a dret i política, el novembre de 2012 Kyrsten Sinema va ser escollida a la Cambra de Representants, convertint-se en el primer membre obertament bisexual del Congrés de la història dels Estats Units d'Amèrica. El 2013 es va fundar BiLaw, la primera organització nacional estatunidenca d'advocats bisexuals, professors de dret, estudiants de dret i els seus aliats. El febrer de 2015, Kate Brown es va convertir en la primera governadora obertament bisexual dels Estats Units, després de la dimissió del conseller delegat d'Oregon. El 26 de juny de 2015, el Tribunal Suprem va dictaminar per 5 a 4 en Obergefell vs. Hodges que la Constitució garanteix el dret al matrimoni entre persones del mateix sexe, legalitzant-lo a tot els Estats Units; això va augmentar els drets de les persones bisexuals als Estats Units que volen casar-se amb les seves parelles del mateix sexe. Una altra victòria important es va produir més tard aquell any, quan la Comissió d'Igualtat d'Oportunitats d'Ocupació dels EUA va concloure que el títol VII de la Llei de drets civils de 1964 no permet la discriminació per orientació sexual a l'ocupació perquè és una forma de discriminació sexual. El 2016, Kate Brown va ser escollida governadora d'Oregon i, per tant, es va convertir en la primera persona obertament bisexual escollida com a governadora dels Estats Units (i, de fet, la primera persona obertament LGBT escollida com a tal). El 2018, Kyrsten Sinema es va convertir en la primera persona obertament bisexual a guanyar una nominació a un partit important per optar a un escó al Senat dels Estats Units, i més tard aquell any es va convertir en la primera persona obertament bisexual escollida per al Senat dels Estats Units. A més, Kate Brown va ser reelegida aquell any com a governadora d'Oregon. El 2020, Christy Holstege es va convertir en la primera alcaldessa obertament bisexual dels Estats Units, com a alcaldessa de Palm Springs, Califòrnia.
En la primera enquesta governamental a gran escala que mesurava l'orientació sexual dels estatunidencs, el NHIS va informar el juliol de 2014 que el 0,7% dels estatunidencs s'identifiquen com a bisexuals. Una enquesta de 2016 citada per CNN va dir que la bisexualitat estava augmentant als Estats Units, amb el 5,5% de les dones i el 2% dels homes identificant-se com a bisexuals en comparació amb el 3,9% i l'1,2%, respectivament, en una enquesta anterior.
El 2017, el Departament de Justícia va presentar un escrit d'amicus al Tribunal d'Apel·lacions del 2n Circuit dels Estats Units argumentant que el títol VII de la Llei de drets civils de 1964 no prohibeix la discriminació contra els empleats que siguin bisexuals o gais.
El 2018 es va celebrar el primer esdeveniment de Bi Pride d'Amèrica a West Hollywood.

## Dècada del 2020
El 2021, el governador de Pennsilvània, Tom Wolf, es va convertir en el primer governador dels Estats Units a emetre una declaració reconeixent el Dia de l'Orgull Bisexual.

## Estatunidencs bisexuals destacats
- Gregg Araki és un cineasta independent. Està involucrat en New Queer Cinema.[102] Araki es va identificar com a gai fins al 1997, quan va entrar en una relació amb l'actriu Kathleen Robertson, a qui va dirigir a Nowhere.[103]
- Billie Joe Armstrong, cantant de la banda Green Day.
- Drew Barrymore, actriu i directora, va sortir com a bisexual en una entrevista a Contact Music el 2003, on va dir «M'agraden les dones sexualment? Sí, m'agrada. Totalment. Sempre m'he considerat bisexual».[104] Barrymore va dir el 2004: «Una dona i una dona juntes són belles, de la mateixa manera que un home i una dona junts ho són. Estar amb una dona és com explorar el teu propi cos, però a través d'una altra persona. Quan era petit solia anar amb moltes dones».[105]
- Kate Brown es va convertir en la primera governadora obertament bisexual dels Estats Units d'Amèrica, com a governadora d'Oregon, el 2015.[85][86][87] Havia estat escollida com a secretària d'estat d'Oregon el 2008, convertint-se en la primera titular d'un càrrec estatal obertament bisexual dels Estats Units.[66][67][68][69]
- Aaron Carter, un músic, va sortir com a bisexual a través de Twitter el 5 d'agost de 2017.[106]
- John Cheever, novel·lista, va tenir relacions sexuals tant amb homes com amb dones i va ser descrit pel seu fill com a bisexual.[107]
- Margaret Cho, comediat.
- Clive Davis és un productor discogràfic i executiu de la indústria musical. Ha guanyat cinc premis Grammy i és membre del Rock and Roll Hall of Fame com a no intèrpret. De 1967 a 1973, Davis va ser el president de Columbia Records. Va sortir com a bisexual el 2013.[108]
- Raúl Esparza és un actor de teatre, cantant i artista de veu cubanoestatunidenc conegut per les seves actuacions premiades a espectacles de Broadway. Va sortir com a bisexual l'any 2007.[109]
- Megan Fox, una actriu i model, va sortir com a bisexual el 2009.[110]
- Lady Gaga, una cantant multiplatí i activista pels drets LGBT, va sortir com a bisexual el 2009.[111][112]
- Jack Gantos és un autor estatunidenc de llibres infantils conegut pel seu personatge de ficció Joey Pigza, un nen amb trastorn per dèficit d'atenció amb hiperactivitat. Gantos ha guanyat diversos premis literaris, com ara el Newbery Honor, la Newbery Medal, el Printz Honor i el Sibert Honor de l'American Library Association.
- Angelina Jolie, una actriu guanyadora d'un premi de l'Acadèmia, va sortir com a bisexual l'any 2003. Quan li van preguntar si era bisexual, Jolie va respondre: «Per descomptat. Si m'enamorés d'una dona demà, em semblaria que està bé voler-ho, besar-la i tocar-la? Si m'enamorés d'ella? Absolutament! Sí!».[113]
- Orlando Jordan és un lluitador obertament bisexual.[114]

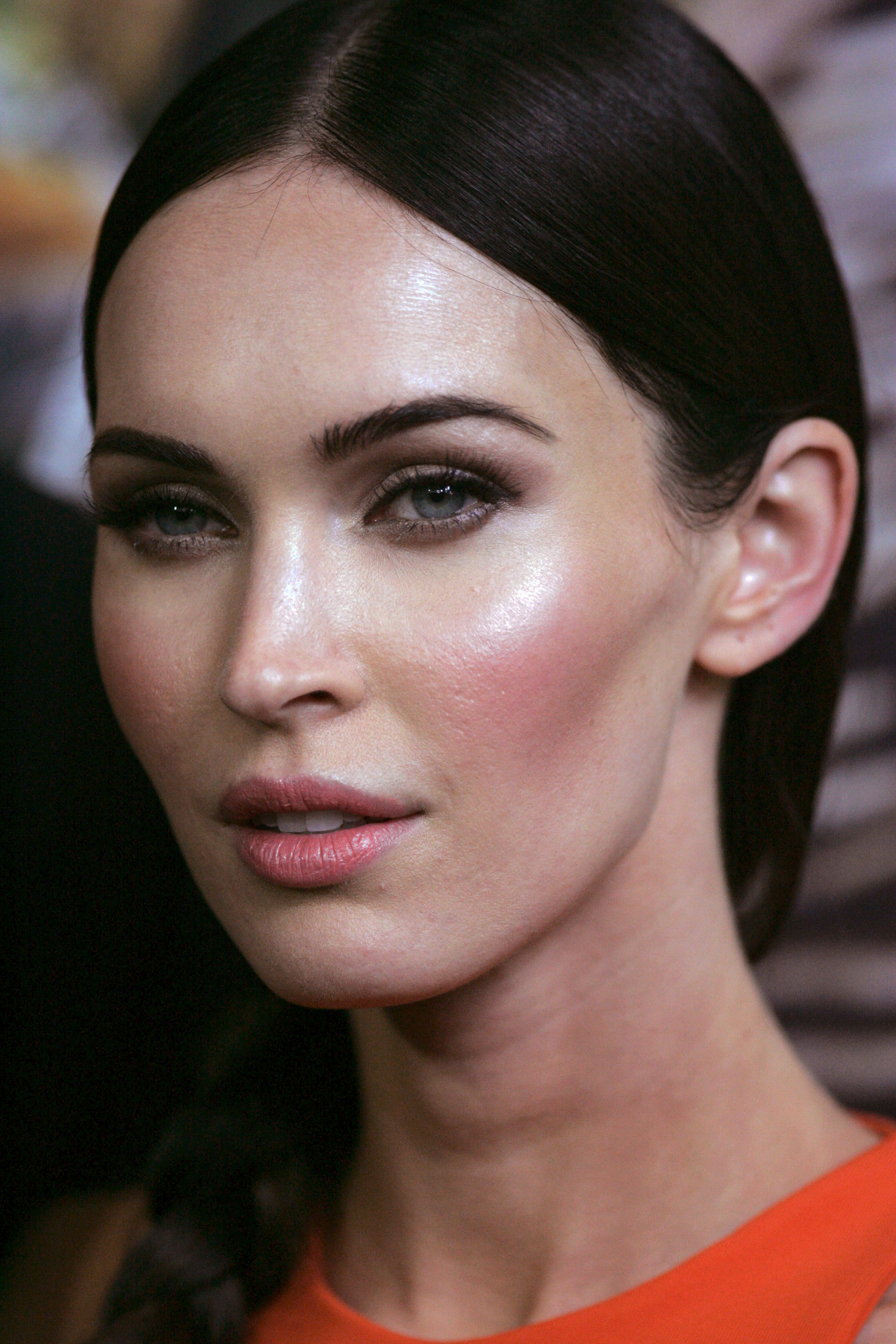
Megan Fox
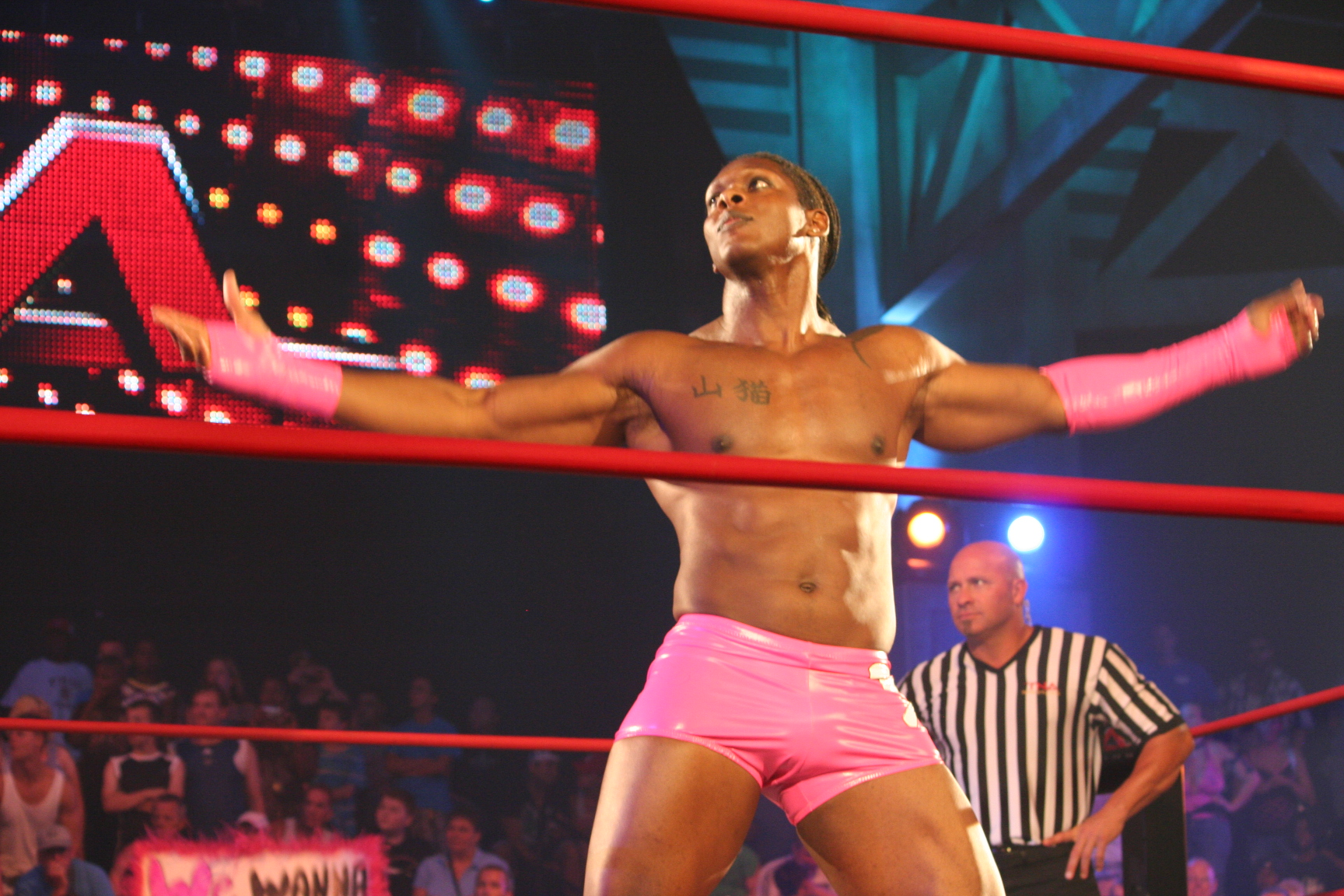
Wrestler Orlando Jordan
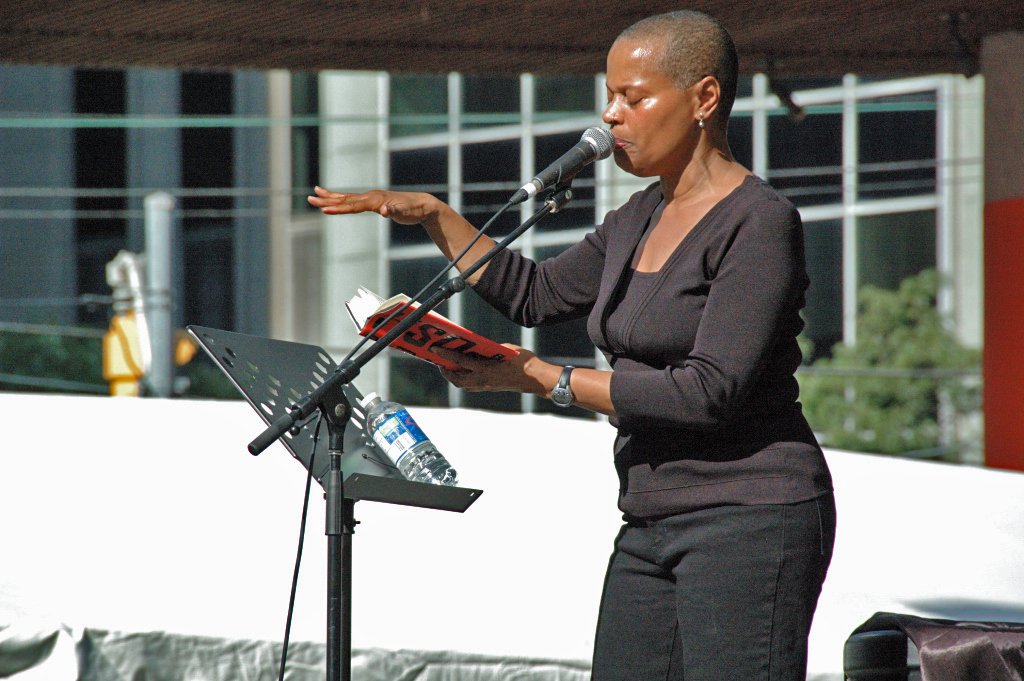
L'escriptora Sapphire
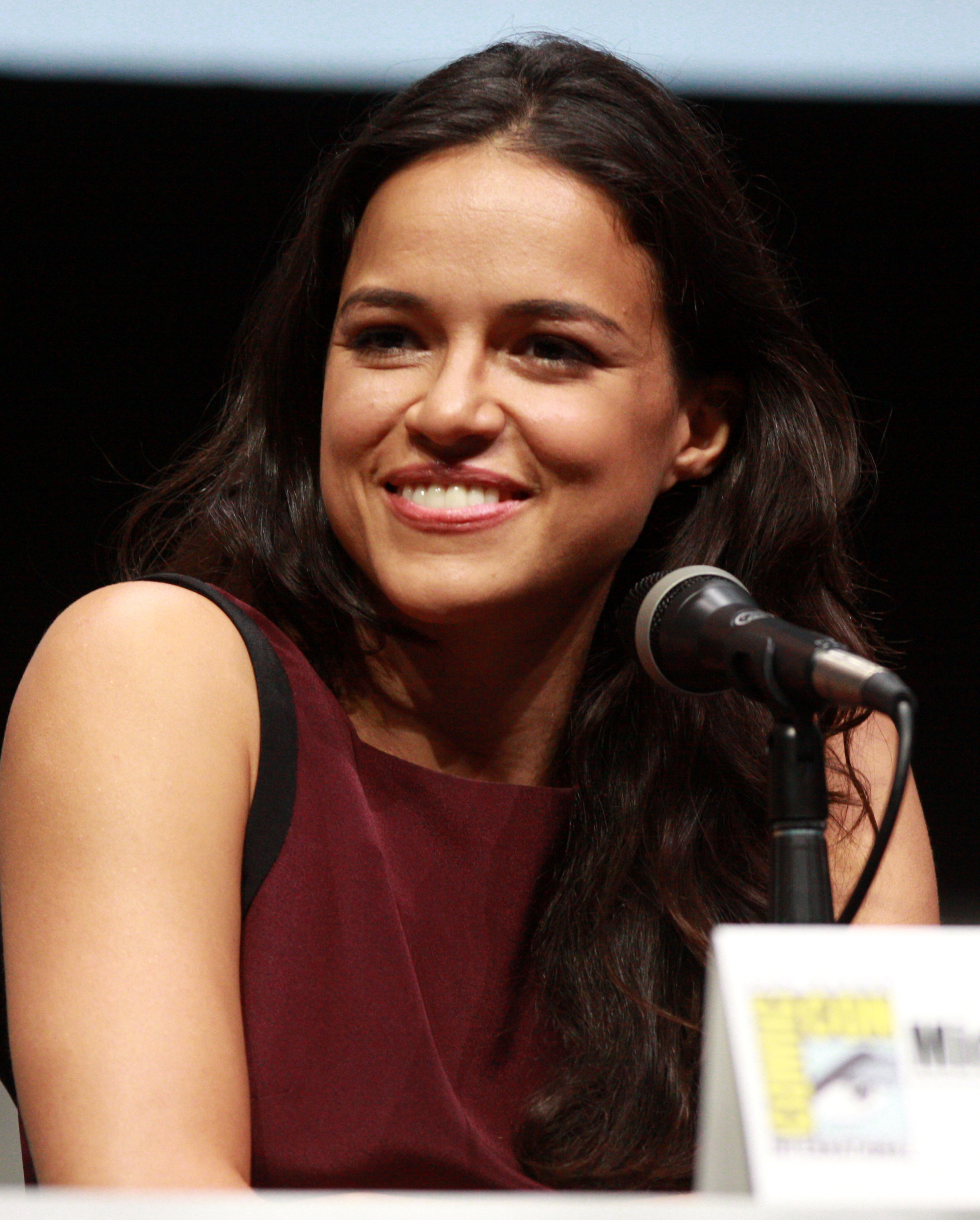
Michelle Rodriguez

- Romona Lofton, més coneguda pel seu pseudònim Sapphire, és una autora i poetessa performance estatunidenca. És més coneguda per la seva novel·la Push.[115]
- Robyn Ochs va ajudar a fundar la Boston Bisexual Network el 1983 i el Bisexual Resource Center el 1985. També és editora de la Bisexual Resource Guide i coeditora de l'antologia Getting Bi: Voices of Bisexuals Around the World.
- Michelle Rodriguez és una actriu, guionista i discjòquei estatundenca. Rodríguez va obtenir el seu paper destacat a la pel·lícula independent Girlfight, que va rebre l'aclamació de la crítica per la seva actuació com a boxejada problemàtica, i li va valer diversos premis, com ara l'Independent Spirit Award i el Gotham Award a la millor actuació debut. L'any següent, va fer el seu debut a Hollywood interpretant a Letty Ortiz a la pel·lícula de gran èxit The Fast and the Furious, i va repetir el seu paper amb les seves seqüeles Fast & Furious i Fast & Furious 6.
- Kyle Schickner és un productor de cinema, escriptor, director, actor i activista pels drets bisexuals. És el fundador de FenceSitter Films, una productora dedicada a l'entreteniment per a minories sexuals, dones i minories ètniques. Mentre estava a la universitat, inspirat en escoltar una xerrada de l'activista dels drets bisexuals Lani Ka'ahumanu, va formar BIAS (Bisexuals Achieving Solidarity), el primer grup universitari de drets bisexuals als Estats Units.
- Kyrsten Sinema, elegida a la Cambra de Representants el 2012 i al Senat el 2018, és el primer membre obertament bisexual del Congrés i la primera senadora obertament bisexual de la història dels Estats Units d'Amèrica.[82]
- Ron Jackson Suresha és autor i antòleg de llibres centrats en les subcultures dels homes bisexuals i gais, especialment la comunitat Bear.
- Mike White és un escriptor, director, actor i productor estatunidenc de televisió i cinema i guanyador del premi Independent Spirit John Cassavetes per Chuck & Buck.[116] Va ser co-creador, coproductor executiu, escriptor i actor de la sèrie d'HBO Enlightened.[117][118]

## Cronologia de la història de la bisexualitat als Estats Units d'Amèrica
- 1892: La paraula «bisexual» s'utilitza per primera vegada en anglès en el sentit de sentir-se atret sexualment tant per homes com per dones a la traducció directa de Charles Gilbert Chaddock de Psychopathia Sexualis de Kraft-Ebing.[119]
- 1914: La primera aparició documentada de personatges bisexuals (femenins i masculins) en una pel·lícula estatunidenca es va produir a A Florida Enchantment, de Sidney Drew.[4]
- 1966: L'activista bisexual Robert A. Martin (també conegut com Donny the Punk) va fundar la Student Homophile League a la Universitat de Colúmbia i la Universitat de Nova York; l'any 1967 la Universitat de Colúmbia va ser la primera universitat dels Estats Units a reconèixer oficialment un grup d'estudiants gai.[120]
- 1969: Els aldarulls de Stonewall, considerats l'inici del moviment modern pels drets LGBT, va tenir lloc al bar Stonewall l'any 1969. Els clients del bar, inclosos els bisexuals, es van enfrontar a la policia durant una batuda.[12]
- 1970: En commemoració de la Rebel·lió de Stonewall, es va celebrar la primera marxa de l'orgull LGBT. L'activista bisexual Brenda Howard és coneguda com la «Mare de l'Orgull» pel seu treball en la coordinació d'aquesta marxa.[13][14][18][19]
- 1972: Bill Beasley, un veterà bisexual del Moviment pels Drets Civils, va ser l'organitzador principal de la primera Marxa de l'Orgull Gai de Los Angeles i actiu amb el Front d'Alliberament Gai.[121]
- 1972: Un grup quàquer, el Comitè d'Amics sobre la Bisexualitat, va emetre la Declaració d'Ithaca sobre la Bisexualitat donant suport a la bisexualitat:[16][24][25][122] «La Declaració, que pot haver estat la primera declaració pública del moviment bisexual i va ser sens dubte la primera declaració sobre la bisexualitat emesa per una assemblea religiosa estatunidenca». (Aparegut al Friends Journal i a The Advocate el 1972.) Actualment els quàquers tenen diferents opinions sobre les persones i els drets LGBT, amb alguns grups quàquers més acceptants que altres.[123]
- 1974: A la ciutat de Nova York, el Dr. Fritz Klein va fundar el Bisexual Forum, el primer grup de suport per a la comunitat bisexual.[124][125]
- 1977: Alan Rockway va ser coautor de la primera ordenança reeixida sobre els drets dels gais posada a votació pública als Estats Units, al comtat de Dade, Florida. Quan Anita Bryant va iniciar la campanya antigai «Save Our Children» en resposta a l'ordenança, el Dr. Rockway va concebre i va iniciar un «gaycott» (boicot gai) nacional al suc de taronja de Florida. La Florida Citrus Commission va cancel·lar el contracte d'un milió de dòlars de la senyora Bryant com a resultat del «gaycott».[120]
- 1978: El Dr. Fritz Klein va descriure per primera vegada la Taula d'orientació sexual de Klein (Klein Sexual Orientation Grid, KSOG), que intenta mesurar l'orientació sexual ampliant-se a l'anterior escala de Kinsey, al seu llibre de 1978 The Bisexual Option.[126][127][128][129]
- 1979: A. Billy S. Jones, membre fundador de la Coalició Nacional de Lesbianes i Gais Negres, va ajudar a organitzar la primera delegació de gai negre per reunir-se amb el personal de la Casa Blanca del president Carter. Jones també va ser un organitzador bàsic de la Marxa Nacional de 1979 a Washington pels drets de lesbianes i gais, i va ser un organitzador clau de la «Tercera conferència mundial: quan s'acabarà la ignorància?», la primera conferència nacional de gais i lesbianes de color.[120]
- 1979: El Dr. Marvin Colter i John Soroczak van cofundar Arete, The Bisexual Center of Southern California a Whittier, Califòrnia, un grup social i de suport per a bisexuals.[22]
- 1983: El 1983 es va fundar la Boston Bisexual Women's Network, el grup de dones bisexuals més antic existent, i va començar a publicar el seu butlletí bimensual, BI Women. És el butlletí de notícies bisexuals més gran que existeix als EUA.[12]
- 1983: Autumn Courtney, Lani Ka'ahumanu, Arlene Krantz, David Lourea, Bill Mack, Alan Rockway i Maggi Rubenstein van fundar a San Francisco BiPOL, la primera i més antiga organització política bisexual.[12]
- 1984: BiPOL va patrocinar la primera manifestació pels drets bisexuals, que es va celebrar fora de la Convenció Nacional Demòcrata a San Francisco. La concentració va comptar amb nou ponents de grups de drets civils aliats amb el moviment bisexual.[12]
- 1984: A. Billy S. Jones va ajudar a organitzar la primera conferència nacional sobre la SIDA a la comunitat negra amb finançament federal a Washington, D.C.[121]
- 1984: Es va celebrar la Primera Conferència de la Costa Est sobre Bisexualitat (que també va ser la primera conferència regional sobre bisexuals als EUA) a la Storrs School of Social Work de la Universitat de Connecticut, amb uns 150 participants.[12]
- 1985: Es va fundar el Centre de Recursos Bisexuals (BRC).[130]
- 1985: Cynthia Slater (1945-1989), una de les primeres dones bisexuals i seropositives, va organitzar el primer Comité d'informació sobre el VIH/SIDA per a dones.[121]
- 1986: Autumn Courtney de BiPOL va ser escollida copresidenta del Comitè de la Desfilada de l'Orgull del Dia de la Llibertat de lesbianes Gais de San Francisco; va ser la primera persona obertament bisexual que va ocupar aquest tipus de càrrec als Estats Units.[12]
- 1987: Veneita Porter, directora de l'Oficina de Discriminació contra la SIDA de l'Estat de Nova York, va ajudar a dissenyar els primers projectes educatius i formacions per a treballadors de l'estat, jutges d'audiència i personal legal.[121]
- 1987: Es va fundar la New York Area Bisexual Network (NYABN).[131]
- 1987: East Coast Bisexual Network va establir els primers Arxius d'Història Bisexual amb la col·lecció inicial de Robyn Ochs; l'arxiver Clare Morton va acollir investigadors.[12]
- 1987: Lani Ka'ahumanu, Ann Justi i Maggi Rubenstein van fundar la Bay Area Bisexual Network, el grup bisexual més antic i més gran de l'àrea de la badia de San Francisco.[26]
- 1987: Un grup de 75 bisexuals va marxar a la Segona Marxa Nacional a Washington pels Drets de lesbianes i gais, que va ser la primera reunió bisexual a nivell nacional. L'article El moviment bisexual: som visibles encara?, de Lani Ka'ahumanu, va aparèixer al manual oficial de desobediència civil per a la Marxa.[12] Va ser el primer article sobre els bisexuals i el moviment bisexual emergent que es va publicar en una publicació nacional sobre lesbianes o gais.
- 1988: Gary North va publicar el primer butlletí nacional bisexual, anomenat Bisexuality: News, Views, and Networking.[12]
- 1989: Cliff Arnesen va declarar davant el Congrés dels Estats Units en nom dels problemes dels militars veterans bisexuals, lesbianes i gais.[27] Va ser el primer veterà a declarar sobre qüestions bisexuals, lesbianes i gais i el primer veterà obertament no heterosexual que va declarar al Congrés sobre els problemes dels veterans en general.[27] Va declarar el 3 de maig de 1989, durant les audiències formals celebrades davant el Comitè d'Afers de Veterans de la Cambra dels Estats Units: Subcomitè de Supervisió i Investigacions.[28]
- 1990: Es va fundar la North American Bisexual Network (NABN), la primera organització nacional bisexual. NABN després canviaria el seu nom a BiNet USA.[12] Va tenir la seva primera reunió a la primera Conferència Nacional Bisexual a Amèrica.[32][33] Aquesta primera conferència es va celebrar a San Francisco, i patrocinada per BiPOL. La salut bisexual va ser un dels vuit tallers a la conferència, i l'edredó Projecte NAMES es va mostrar amb peces d'edredó amb bisexuals. Hi van assistir més de 450 persones de 20 estats dels Estats Units i 5 països, i l'alcalde de San Francisco va enviar una proclama «elogiant la comunitat de drets bisexuals pel seu lideratge en la causa de la justícia social», i declarant el 23 de juny de 1990 el Dia de l'Orgull Bisexual.[12] La conferència també va inspirar als assistents de Dallas a crear el primer grup bisexual a Texas, anomenat BiNet Dallas.[12]
- 1990: Susan Carlton va oferir el primer curs acadèmic sobre bisexualitat als Estats Units a la UC Berkeley.[120]
- 1990: Una pel·lícula amb una relació entre dues dones bisexuals, anomenada Henry and June, es va convertir en la primera pel·lícula a rebre la qualificació NC-17 de la Motion Picture Association of America (MPAA).[37]
- 1991: Els psicòlegs Sari Dworkin i Ron Fox es van convertir en els copresidents fundadors del grup de treball sobre qüestions bisexuals de la Divisió 44, el grup gai i lesbiana de l'Associació Estatunidenca de Psicologia.[12]
- 1991: Liz Highleyman va cofundar l'intercanvi d'agulles de la Boston ACT UP IV League, un dels primers als EUA.[121]
- 1991: The Bay Area Bisexual Network va començar a publicar la primera revista nacional bisexual trimestral, Anything That Moves: Beyond the Myths of Bisexuality, fundada per Karla Rossi, que va ser l'editora en cap del col·lectiu editorial fins al 1993.[12][26]
- 1991: Es va publicar un dels llibres fonamentals de la història del moviment modern dels drets bisexuals, Bi Any Other Name: Bisexual People Speak Out, una antologia editada per Loraine Hutchins i Lani Ka'ahumanu.[12]
- 1992: The Bisexual Connection (Minnesota) va patrocinar la Primera Conferència Regional Bisexual Anual del Midwest, Conferència d'empoderament bisexual: una experiència de suport i unió (BECAUSE, Bisexual Empowerment Conference: A Uniting, Supportive Experience).[12][40]
- 1992: La South Florida Bisexual Network i la Unió d'Estudiants de Stonewall de la Universitat Internacional de Florida van copatrocinar la Primera Conferència Regional Bisexual Anual del Sud-est. Hi van assistir trenta-cinc persones d'almenys quatre estats del sud-est.[120]
- 1992: Els votants de Colorado van aprovar per iniciativa una esmena a la constitució de l'estat de Colorado (Esmena 2) que hauria impedit que qualsevol ciutat, poble o comtat de l'estat prengués cap acció legislativa, executiva o judicial per reconèixer els bisexuals o gais com a homosexuals com a classe protegida.[46]
- 1992-1994: Lani Kaʻahumanu va ser la coordinadora del projecte d'una beca de la Fundació estatunidenca per a la investigació de la SIDA atorgada a Lyon-Martin Women's Health Services. Aquesta va ser la primera subvenció als Estats Units destinada a dones bisexuals i lesbianes joves d'alt risc per a la investigació sobre la prevenció i l'educació del VIH/SIDA. Va crear el Peer Safer Sex Slut Team amb Cianna Stewart.[121]
- 1993: Sheela Lambert va escriure, produir i presentar la primera sèrie de televisió de i per a bisexuals, anomenada Bisexual Network. Es va emetre durant 13 setmanes a NYC Public Access Cable.[12]
- 1993: Ron Fox va escriure el primer estudi d'investigació a gran escala sobre la identitat bisexual i va establir i va mantenir una bibliografia completa sobre la investigació bisexual.[12][121]
- 1993: La Primera Conferència Regional Anual del Nord-oest va ser patrocinada per BiNet USA, la Seattle Bisexual Women's Network i la Seattle Bisexual Men's Union. Es va celebrar a Seattle i hi van assistir cinquanta-cinc persones que representaven Washington, Oregon, Alaska, Montana i Colúmbia Britànica.[12]
- 1993: Marxa a Washington per la igualtat de drets i l'alliberament de lesbianes, gais i bisexuals. Com a resultat del lobby de BiPOL (San Francisco), les persones obertament bisexuals van ocupar un paper de lideratge clau en l'organització local i regional de la Marxa, i per primera vegada els bisexuals van ser inclosos en el títol de la Marxa. A més, Lani Ka'ahumanu va parlar a la concentració i més de 1.000 persones van marxar amb el grup bisexual. Coincidint amb la Marxa, BiNet USA, el Bisexual Resource Center (BRC) i l'Alliance of Multicultural Bisexuals (AMBi) amb seu a Washington, DC, van patrocinar la Segona Conferència Nacional Bisexual celebrada a Washington, DC. Hi van assistir més de 600 persones procedents dels Estats Units d'Amèrica i d'Europa, la qual cosa la va convertir en la conferència bisexual més gran que s'hagi celebrat mai.[12]
- 1996: En el cas de la Cort Suprema Romer vs. Evans, el Tribunal va dictaminar en una decisió de 6-3 que l'esmena constitucional de l'estat de Colorado que prevenia l'estatus protegit basat en la bisexualitat o l'homosexualitat no complia la Clàusula de protecció d'igualtat.
- 1996: Àngel Fabian va coorganitzar la primera cimera de Joves de Color Gai/Bisexual del grup nacional de tasques sobre Prevenció de la SIDA a la Conferència Gay Men of Color, celebrada a Miami, Florida.[121]
- 1997: en una Festa de l'Orgull a Connecticut el 1997, Evelyn Mantilla va sortir de l'armari, convertint-se en la primera oficial estatal obertament bisexual dels Estats Units d'Amèrica.[52][53]
- 1998: la primera bandera de l'orgull bisexual, dissenyada per Michael Page, es va presentar el 5 de desembre de 1998.[132]
- 1998: El 23 de juliol de 1998, el doctor Fritz Klein[133] va fundar l'American Institute of Bisexuality, una organització benèfica, per promoure la investigació i l'educació sobre la bisexualitat.[134][135]
- 1998: BiNet USA va acollir el Primer Institut Nacional de Bisexualitat i VIH/SIDA.[136]
- 1999: Michael Page, Gigi Raven Wilbur i Wendy Curry van organitzar el primer Dia de la Bisexualitat, també conegut com a Dia de l'Orgull Bisexual i la Bi Visibilitat. Actualment se celebra cada 23 de setembre.[12]
- 1999: Marshall Miller va fundar el Programa BiHealth a Fenway Community Health, el primer programa específic per a bisexuals finançat dirigit a persones bisexuals i HSHM (homes que tenen sexe amb homes i dones) i WSWM (dones que tenen sexe amb homes i dones) que no ho fan. No s'identifica com a bisexual. El programa va publicar fullets Sexe segur per a bisexuals i les seves parelles.[121]
- 2000: El Dr. Fritz Klein va fundar el Journal of Bisexuality, la primera revista acadèmica trimestral sobre bisexualitat.[12][121]
- 2000: es va publicar la primera antologia de persones bisexuals de fe, Blessed Bi Spirit (Continuum International 2000). Va ser editat per Debra Kolodny.[137][138]
- 2002: Pete Chvany, Luigi Ferrer, James Green, Loraine Hutchins i Monica McLemore es van presentar a la Cimera de Salut Gai, Lesbiana, Bisexual, Transgènere, Queer i Intersexual (Gay, Lesbian, Bisexual, Transgender, Queer and Intersex Health Summit), celebrada a Boulder, Colorado, com a primera vegada que persones bisexuals, transgèneres i les persones intersexuals eren reconegudes com a socis co-iguals a nivell nacional en lloc de «aliats» o «gais i lesbianes simbólics».[12]
- 2002: Robyn Ochs va oferir la primera conferència magistral bi-enfocada durant l'Associació Nacional de Professionals de les Addiccions de Lesbianes i Gais.[12]
- 2003: La Unió pel Judaisme Reformista va aplicar retroactivament la seva política a favor dels drets sobre gais i lesbianes a les comunitats bisexuals i transgènere, emetent una resolució titulada Suport per a la inclusió i acceptació de les comunitats transgènere i bisexuals.[54]
- 2003: Les Dones pel Judaisme Reformista va emetre una declaració on descrivia el seu suport als drets humans i civils i les lluites de les comunitats bisexuals i transgènere, i deia: «Les Dones pel Judaisme Reformista hem acordat: demanar protecció dels drets civils contra totes les formes de discriminació contra els bisexuals, transsexuals i persones transgènere; És urgent que aquesta legislació permeti que les persones transgènere siguin considerades per la llei com el gènere pel qual s'identifiquen; i demana a les germanes que realitzin programes informatius sobre les comunitats transgènere i bisexuals».[139]
- 2003: La Conferència estatunidenca sobre la Bisexualitat va acollir una Cimera Bi Health organitzada per Cheryl Dobinson, Luigi Ferrer i Ron Fox, i la primera Cimera Bi People of Color va ser coordinada per Angel Fabian i Penelope Williams.[121]
- 2003: El Centre per al Sexe i la Cultura, fundat per Carol Queen i Robert Lawrence el 1994, va obrir el seu arxiu i biblioteca d'investigació sobre sexualitat, convertint-se en el primer espai públic sense ànim de lucre basat en la comunitat dissenyat per a l'educació sexual d'adults, inclosa l'educació professional continuada.[121]
- 2003: Loraine Hutchins i Linda Poelzl es van graduar a l'Institut per a l'Estudi Avançat de la Sexualitat Humana de la primera California Sexological Bodyworkers Certification Training com a part del nou moviment d'educadors somàtics eròtics.[121]
- 2004: Lani Ka'ahumanu, Bobbi Keppel i les Safer Sex Sluts van presentar el primer taller de sexe segur impartit en una conferència nacional conjunta amb la Societat Americana d'Envelliment i l'Associació Nacional d'Envelliment.[121]
- 2005: El capítol de Queens de PFLAG va anunciar la creació del Premi Brenda Howard Memorial.[57] Aquesta va ser la primera vegada que una important organització LGBT estatunidenca va anomenar un premi a una persona obertament bisexual.
- 2006: Després d'una campanya de diversos anys, es va afegir una categoria Bisexual als Premis Literaris Lambda, a partir dels Premis 2006.[140]
- 2008: Kate Brown va ser escollida com a secretària d'estat d'Oregon a les eleccions de 2008, convertint-se en la primera titular d'un càrrec estatal obertament bisexual dels Estats Units.[141][142][143]
- 2009: L'octubre de 2009, l'activista LGBT Amy Andre[61] va ser nomenada directora executiva del Comitè de Celebració de l'Orgull de San Francisco, convertint-se en la primera directora executiva de color obertament bisexual de la Festa de l'Orgull de San Francisco.[59][62]
- 2011: la Comissió de Drets Humans de San Francisco va publicar un informe sobre la visibilitat bisexual, titulat Bisexual Invisibility: Impacts and Regulations. Aquesta va ser la primera vegada que un organisme governamental va publicar un informe d'aquest tipus. L'informe mostrava, entre altres coses, que els bisexuals identificats constituïen la població individual més gran de la comunitat LGBT als Estats Units. En cada estudi inclòs a l'informe, més dones es van identificar com a bisexuals que lesbianes, tot i que menys homes es van identificar com a bisexuals que gais.[75]
- 2012: La regidora de la ciutat, Marlene Pray, es va unir al consell de Doylestown, Pennsilvània el 2012, tot i que va dimitir el 2013; va ser la primera ocupant un càrrec obertament bisexual a Pennsilvània.[144][145]
- 2012: Kyrsten Sinema es va convertir en la primera persona obertament bisexual escollida al Congrés dels Estats Units.[146]
- 2012: El 18 de setembre de 2012, Berkeley, Califòrnia, es va convertir en la primera ciutat dels Estats Units a proclamar oficialment un dia de reconeixement dels bisexuals.[147] L'Ajuntament de Berkeley per unanimitat i sense discussió va declarar el 23 de setembre com el Dia de l'Orgull Bisexual i la Bi Visibilitat.[76]
- 2013: En el Dia de la Bisexualitat, també conegut com el Dia de l'Orgull Bisexual i la Bi Visibilitat, la Casa Blanca va celebrar una reunió a porta tancada amb gairebé 30 defensors bisexuals perquè poguessin reunir-se amb funcionaris del govern i discutir qüestions d'importància específica per a la comunitat bisexual; aquest va ser el primer esdeveniment biespecífic organitzat en la Casa Blanca.[77][78]
- 2013: The Bi Writers Association, que promou escriptors, llibres i escriptura bisexuals, va anunciar els guanyadors dels seus primers Bisexual Book Awards.[148] Es va celebrar una cerimònia de lliurament de premis al Nuyorican Poets Café de la ciutat de Nova York.[148]
- 2013: Es va fundar BiLaw, la primera organització nacional estatunidenca d'advocats bisexuals, professors de dret, estudiants de dret i els seus aliats.[83][84]
- 2014: Conner Mertens de la Divisió III Willamette Bearcats va sortir de l'armari com a bisexual, convertint-se en el primer jugador de futbol americà universitari actiu obertament bisexual.[149][150]
- 2014: El Bisexual Resource Center, amb seu a Boston, Massachusetts, va declarar el març de 2014 com el primer Mes de conscienciació sobre la salut bisexual, amb el lema «Bi the Way, Our Health Matters Too!»; va incloure la primera campanya a les xarxes socials per abordar les disparitats en salut física i mental a què s'enfronta la comunitat bisexual.[151]
- 2014: Es va fundar la Bisexual Research Collaborative on Health (BiRCH) per buscar maneres de conscienciar el públic sobre els problemes de salut bisexual, així com per continuar els debats d'alt nivell sobre la investigació sobre la salut bisexual i planificar una conferència als EUA.[79][80]
- 2014: Es va publicar el llibre Bisexuality: Making the Invisible Visible in Faith Communities, el primer llibre publicat d'aquest tipus.[152] És de les autores estatunidenques Marie Alford-Harkey i Debra W. Haffner.[152]
- 2014: BiNet USA va declarar els set dies que envolten el Dia de la Bisexualitat com a Setmana de la Conscienciació Bisexual, també anomenada BiWeek.[153][154] La setmana comença el diumenge anterior al Dia de la Bisexualitat.[155]
- 2015: Kate Brown es va convertir en la primera governadora obertament bisexual dels Estats Units, com a governadora d'Oregon quan l'anterior governador va dimitir.[85][86][87]
- 2015: J. Christopher Neal es va convertir en el primer gran mariscal de la marxa de l'orgull LGBT de Nova York obertament bisexual.[156]
- 2016: Kate Brown va ser escollida governadora d'Oregon i, per tant, es va convertir en la primera persona obertament bisexual escollida com a governadora dels Estats Units (i, de fet, la primera persona obertament LGBT escollida com a tal).[91]
- 2017: El Departament de Justícia va presentar un escrit d'amicus al Tribunal d'Apel·lacions del 2n Circuit dels EUA argumentant que el títol VII de la Llei de drets civils de 1964 no prohibeix la discriminació contra els empleats que són bisexuals o gais.[99]
- 2017: L'Institut Americà de la Bisexualitat va finançar la publicació del Centre d'Educació Sexual de 25 grans plans de lliçons sobre l'orientació sexual, que inclou una sèrie de recursos i plans de lliçons sobre com ensenyar sobre la bisexualitat (Editat per T. Clark, T. Gilbert, K. Rayne).
- 2018: Megan Hunt, que era obertament bisexual,[157] es va convertir en la primera persona obertament LGBTQ escollida a la legislatura estatal de Nebraska.[158]
- 2018: Katie Hill va ser escollida com la primera persona obertament bisexual de Califòrnia i primera dona obertament bisexual en ser membre del Congrés.[159][160]
- 2018: Mike Jacobs es va convertir en el primer jutge en funcions dels Estats Units que es va declarar bisexual.[161]
- 2018: Kyrsten Sinema es va convertir en la primera persona obertament bisexual a guanyar una nominació a un partit important per optar a un escó al Senat dels Estats Units. També es va convertir en la primera persona obertament bisexual escollida per al Senat dels Estats Units.[93]
- 2018: Es va celebrar per primera vegada el Dia de l'Orgull BI a West Hollywood.[100]
- 2019: Antonio Brown va ser elegit com el primer conseller obertament bisexual d'Atlanta.[162]
- 2019: El 12 d'octubre de 2019 es va celebrar una conferència d'un dia per a persones bi+, Unico[r]n, a San Francisco.[163]
- 2020: La primera San Francisco and East Bay BiCon es va celebrar els dies 1 i 2 de febrer de 2020 a San Francisco i Oakland.[164]
- 2020: Christy Holstege es va convertir en la primera alcaldessa obertament bisexual als Estats Units, com a alcaldessa de Palm Springs, Califòrnia.[95][96]
- 2020: Alex Lee es va convertir en el primer membre obertament bisexual de l'Assemblea de l'Estat de Califòrnia.[165]
- 2021: El governador de Pennsilvània, Tom Wolf, es va convertir en el primer governador dels Estats Units a emetre una declaració reconeixent el Dia de l'Orgull Bisexual.[101]